# M1 «Абрамс»
M1 Abrams — основной боевой танк США, серийно выпускается с 1980 года. Стоит на вооружении армии США, а также вооружённых сил Египта, Австралии, Польши, Марокко и ряда ближневосточных государств. Назван в честь генерала Крейтона Абрамса. М1 «Абрамс» в настоящее время является одним из наиболее тяжёлых танков, его боевая масса превысила 62 т. Положил начало использованию целого ряда новаторских решений, включая компьютерную систему управления огнём и раздельное хранение боезапаса с использованием вышибных панелей.

## История создания и производства

### Разработка
Разработка нового танка, получившего позднее обозначение XM-1, началась сразу после закрытия программы ХМ803 в конце 1971 года. Для снижения технологических рисков было принято решение проектировать новый танк по классической схеме с экипажем из 4 человек и с пушкой высокой баллистики в качестве основного вооружения. На роль последней рассматривались нарезная 105-мм пушка M68, британская нарезная 110-мм и немецкая 120-мм гладкоствольная пушка. Вариант с 110-мм пушкой был отвергнут сразу же как не имеющий существенного превосходства над 105-миллиметровой. Вариант с пушкой калибром 120 мм посчитали рискованным, поэтому было решено оставить 105-мм пушку М68 с возможностью последующей замены на 120-мм.
В качестве силовой установки рассматривались американский дизель воздушного охлаждения AVCR-1100 (планировался для MBT-70), немецкий дизель водяного охлаждения DB1500 (позднее получил обозначение MB873) и американский газотурбинный двигатель (ГТД) AGT-1500. Мощность всех двигателей составляла 1500 л. с. Первоначально военные отдавали предпочтение дизелю, но в конце 1970-х годов их симпатии сместились в сторону ГТД.
Согласно первоначальному техническому заданию, бронезащита танка должна была выдерживать (в переднем секторе обстрела ±30°) 115-мм бронебойный оперённый подкалиберный снаряд советской пушки У-5ТС с дистанции 800 м. Планируемая цена танка должна была находиться в пределах 400 тыс. долл. в ценах 1972 года, а боевая масса — 45 тонн. Вскоре стало ясно, что с этими ограничениями не удаётся обеспечить требуемый уровень защиты, поэтому лимит характеристик был повышен до 500 тыс. долл. и 55 тонн соответственно.
На стадии разработки прототипов обе компании руководствовались следующим основными требованиями:
- максимальная боевая масса 58 т;
- максимальная ширина машины 3,66 м для соответствия требованиям европейского железнодорожного транспорта, то есть ширины железнодорожной платформы;
- значительное улучшение во всех областях по сравнению с M60;
- должны соблюдаться стандарты сухопутных войск в части эксплуатационной надёжности, готовности и эксплуатационного ресурса;
- максимальная стоимость танка 507 тыс. долл.

В этих пределах две компании могли реализовать свои собственные представления о защите, подвижности и транспортабельности для выполнения поставленных требований.

### Отборочный тур конкурса
Фото машин-кандидатов XM1
на этапе конкурсного отбора
По свидетельству председателя ОКНШ адмирала Томаса Мурера, аванпроекты на рассмотрение автобронетанкового управления Армии США на 8 мая 1973 года представили корпорации «General Motors», «Chrysler» и «Ford». Корпорация «FMC» пошла обходным путём и предложила лицензионную копию танка «Леопард-2» американского производства.
28 июня того же года с подрядчиками ОКР был заключён контракт на постройку прототипов для совместных испытаний. В начале июля 1976 года представители «General Motors» и «Chrysler» посетили Англию для знакомства с разработкой композитной брони «Чобхэм». В результате визита обе фирмы внесли изменения в свои проекты с целью адаптации новой брони. Ещё одно существенное изменение в проекте стало результатом опыта, полученного в ходе арабо-израильской войны 1973 года. Было решено отказаться от 25-мм спаренной автоматической пушки M242 Bushmaster в пользу 7,62-мм пулемёта, а освободившийся объём использовать для увеличения боекомплекта основного орудия.
Ходовая часть
Прототип «General Motors» имел шестикатковую ходовую часть. Два передних и один задний каток оснащались гидропневматической подвеской, остальные — торсионной. В качестве двигателя для прототипа «Chrysler» был выбран дизельный двигатель «Авко-Эверетт», для прототипа «General Motors» был выбран дизель «Teledyne-Continental» AVCR-1360 (усовершенствованный AVCR-1100). Место водителя находилось в передней левой части корпуса, справа от него размещалась боеукладка. Дополнительная боеукладка размещалась в нише башни и была оснащена броневой перегородкой и вышибными панелями.
Прототип «Chrysler» оснащён семикатковой ходовой частью с торсионной подвеской. Силовая установка — ГТД AGT-1500. Водитель был размещён строго по продольной оси, с обеих сторон от него размещались топливные баки. Основная боеукладка была в нише башни, также за броневой перегородкой и с вышибными панелями.
Совместные испытания американских прототипов проходили с 31 января по 7 мая 1976 года. По итогам испытаний выяснилось, что оба танка соответствовали заявленным требованиям.
Смотровые приборы и прицельные приспособления
Инфракрасные тепловизионные смотровые приборы водителя и прицел наводчика разрабатывались на конкурсной основе компаниями «Hughes Aircraft» (Эль-Сегундо), «Texas Instruments» (Даллас) и «Honeywell» (Миннеаполис). Прицел «Texas Instruments» имел цифровой светодиодный дисплей с увеличением выводимого на экран изображения, прицел «Hughes» имел аналоговый телевизионный дисплей на электронно-лучевой трубке без предобработки выводимого на экран изображения. Лазерные дальномеры разрабатывались на конкурсной основе компаниями «Hughes Aircraft», «Texas Instruments», «Kollsman Instruments» (Элмхерст) и «Marconi Avionics» (Атланта). Прицел «Hughes» имел вложенную функцию фиксации и подсветки на дисплее позиций засечённых вспышек выстрелов противника. Дальномер «Hughes» на основе имеющегося в наличии углекислотного лазера с поперечной накачкой и в разработке лазер на иттрий-алюминиевом гранате. Дальномер «Kollsman Instruments» имел лазер на рубиновом кристалле. Цифровой баллистический вычислитель для СУО крайслеровского прототипа разрабатывала канадская компания «Computing Devices Company» (Оттава) — подразделение «Control Data Corporation», совместно с «Hughes». Прототип «General Motors» имел СУО собственной разработки, за которую отвечало подразделение «Delco» (Санта-Барбара). Прототип Leopard AV имел СУО целиком разработанную «Hughes» с аналоговым баллистическим вычислителем. Поставщиком лазерных дальномеров для «Леопардов» европейских армий был концерн «Siemens», оптико-электронные тепловизионные прицелы поставлялись компанией «Carl Zeiss», поставщиком аналоговых вычислителей для СУО «Леопардов» европейских армий также являлась «Hughes», системы стабилизации танковой пушки были разработаны и поставлялись «Honeywell». В случае принятия «Леопарда» на вооружение американской армии, предполагалось, что компании американской электронной промышленности станут основным поставщиком большей части электроники для европейских «Леопардов».
Испытания западногерманского танка
Независимо от того, какой из прототипов национальных производителей одержал бы верх на этапе отбора, он должен был превзойти западногерманский танк «Леопард-2». Заместитель министра обороны США по науке Малкольм Карри в ходе своего визита в ФРГ в 1974 году сел за рычаги опытного прототипа и лично испытал танк на полигоне, высоко оценив его ходовые качества, тем не менее, на тот момент «Леопард-2» был чрезвычайно дорогим и лицензионное соглашение на его производство в США ещё не было заключено, кроме того он не отвечал выставленным американской стороной требованиям к бронезащите. С тех пор, правительство ФРГ приложило усилия к устранению указанных им недостатков перспективного танка, в частности усилив броню в местах наиболее уязвимых для обстрела и снизив закупочную стоимость, но полностью выполнить заявленные требования им не удалось. В рамках программы американо-западногерманского военно-технического сотрудничества 27 ноября 1974 года в Бонне между правительствами двух стран была достигнута договорённость о максимальной возможной стандартизации (взаимозаменяемости узлов и деталей) танков «Леопард-2» и XM1. Сторонами был подписан соответствующий меморандум о взаимопонимании, в соответствии с которым «Леопарды» должны были пройти испытания в США с 1 сентября по декабрь 1976 года наравне с прототипами национальных производителей, кроме того, по программе ВТС шёл взаимный обмен технологиями танкостроения и вооружения танков (по вопросу принятия на вооружение единой танковой пушки для всех армий НАТО, программа имела трёхсторонний характер, помимо США со 105-мм нарезной пушкой M68 Уотервлитского арсенала, и ФРГ со 120-мм гладкоствольной пушкой разработанной концерном «Rheinmetall», в ней участвовала Великобритания с 110-мм нарезной пушкой разработанной госкомпанией «Royal Ordnance»). Министерство обороны ФРГ обязалось модифицировать танк под требования Департамента армии США. Тогдашний министр армии США Говард Кэловей засвидетельствовал, что «Леопард-2» превосходил своих американских конкурентов и среди армейского руководства была полная уверенность в том, что американская танкостроительная промышленность будет выпускать «Леопарды» для американской армии. «Леопард-2» модели «AV» (Americanized version, с англ. — «американизированный вариант») был оборудован системой управления огнём, специально разработанной для него компанией «Hughes Aircraft» (образцы «Chrysler» и «General Motors» были оборудованы СУО «Kollsman Instruments»), и по настоянию американской стороны вооружённый 105-мм пушкой, — немецким конструкторам пришлось отказаться от уже опробованной 120-мм гладкоствольной пушки. 9 сентября 1974 года на Абердинском испытательном полигоне состоялась церемония принятия Леопарда в строй американской армии, а с 10 сентября по 15 декабря танк прошёл программу испытаний, которую ранее прошли американские прототипы. На испытаниях, помимо американского командования, присутствовали наблюдатели от военных ведомств Великобритании и ФРГ. Немецкий танк показал хорошие ходовые качества, надёжность и точность стрельбы. Однако он несколько уступал американскому танку в броневой защите и по размещению боеукладки (неудобному для заряжающего), что обеспечивало меньшую живучесть на поле боя и был заметно дороже собственной рыночной стоимости (американская сторона заплатила 2 млн долл. за шасси и моторно-трансмиссионную группу «Леопард-АВ», в то время как серийный экспортный образец «Леопард-2» целиком стоил около 500 тыс. долл.). Кроме того, за прошедшее время сменились конъюнктура и руководство американских военных ведомств. В результате «Леопард-АВ» не был запущен в серийное производство.

### Финал конкурса

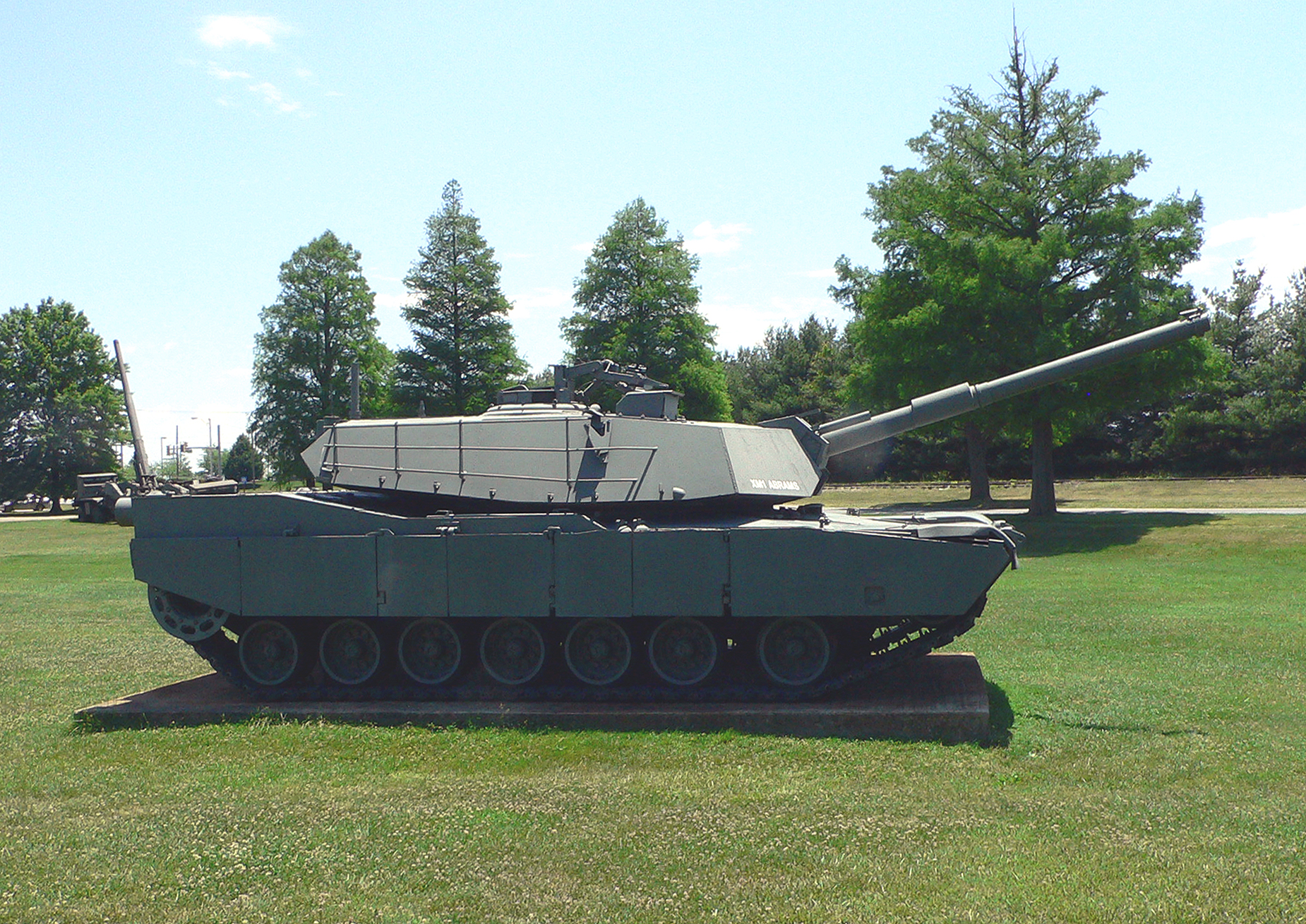
XM1 в музее US Army Ordnance Museum (Aberdeen Proving Ground, MD), вид сбоку

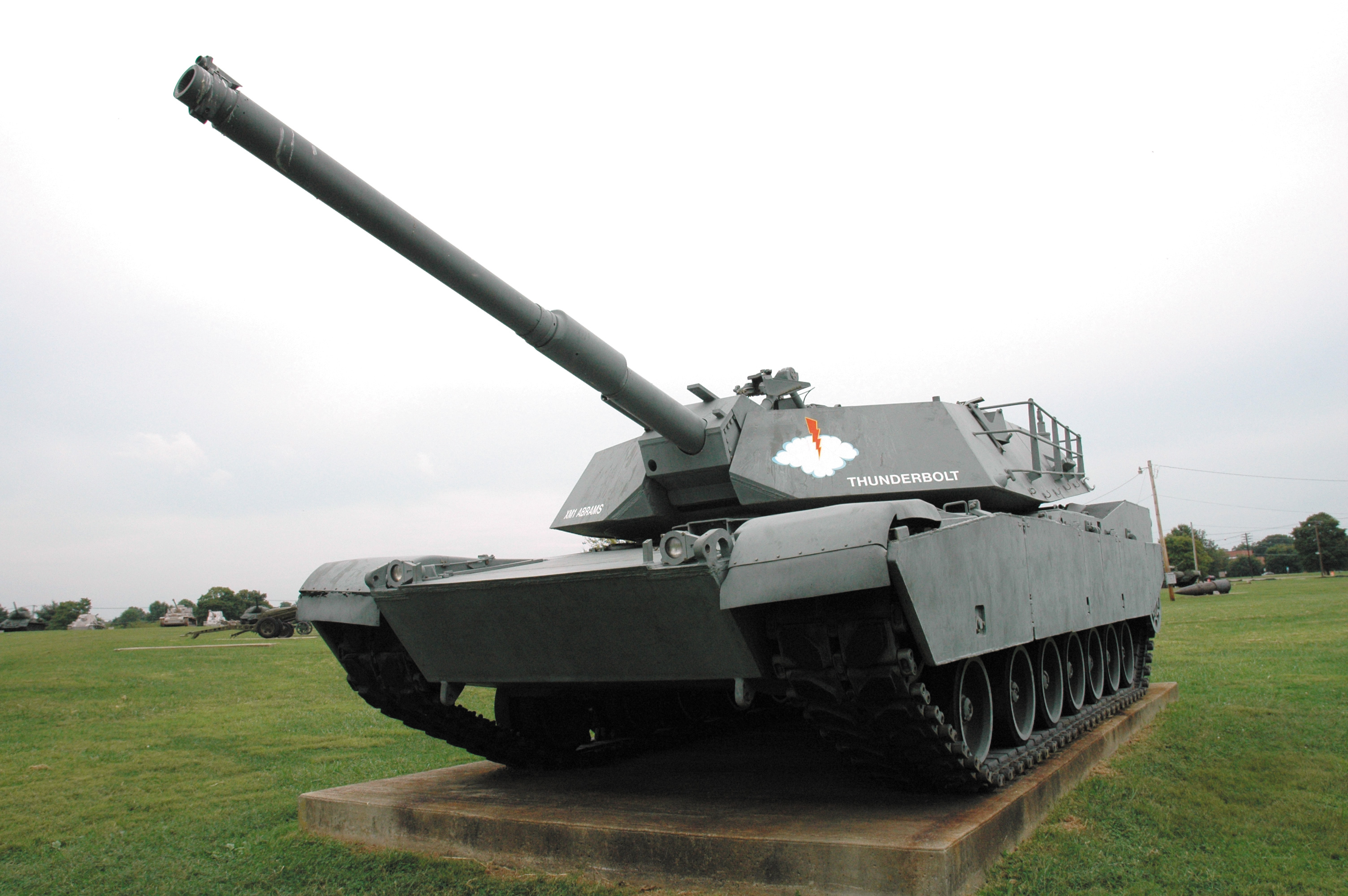
XM1, вид спереди

После завершения испытаний был объявлен конкурс на постройку 462 танков (установочной партии из 110 танков в первый год и 352 серийных танка во второй). «General Motors» предложила более низкую цену (208 млн долларов против 221 млн у «Chrysler»), однако эта цена базировалась на дизельном двигателе, тогда как армия предпочитала ГТД. «General Motors» было предписано разработать вариант с ГТД, а «Chrysler» — с дизелем, также было предписано подготовить танки для последующей замены на 120-мм орудие. «Chrysler» внёс дополнительные изменения в проект, повысившие шанс на успех: улучшил конфигурацию композитной брони, оснастил специальной бронёй маску орудия. В целях снижения стоимости командир был оснащён отводом от прицела наводчика вместо независимого прицела (упрощённый прицел наводчика).

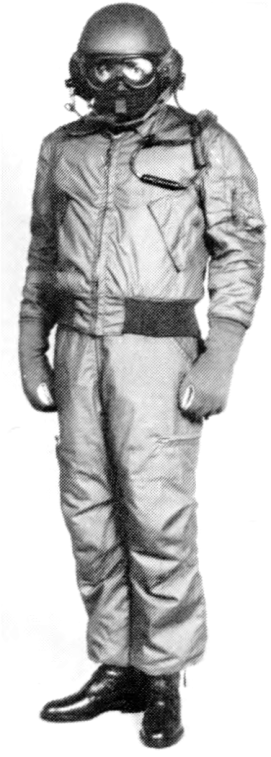
Костюм экипажа М1

12 ноября 1976 года было объявлено о выигрыше варианта «Chrysler» с ГТД. Компании удалось снизить стоимость контракта до 196 млн долл. В то же время цена контракта «General Motors» после установки ГТД возросла до 232 млн Таким образом, стоимость окончательного варианта танка составила 422 тыс. долл. за единицу против 432 тыс. долл. за М60А3 (все цены в долларах 1972 года).
Для испытаний второго этапа корпорация «Chrysler» изготовила 11 опытных образцов танка ХМ1 со внесёнными изменениями. Испытания проводились с февраля 1978 по сентябрь 1979 года, и с апреля 1978 по февраль 1979 года.
Ещё до завершения второго этапа в мае 1978 года Минобороны утвердило изготовление установочной партии из 110 танков, предназначенных для участия в испытаниях третьего этапа и для обучения личного состава танковых подразделений. Первые два из этих танков были переданы на специальной церемонии 28 февраля 1980 года. Тогда же танк получил название «Абрамс» в честь начальника штаба Армии Крейтона Абрамса, внёсшего большой вклад в развитие бронетанковых войск США и занимавшего должность командующего группировкой американских сил в Республике Вьетнам. Третий этап технических и войсковых испытаний проходил соответственно с марта 1980 по сентябрь 1981 года и с сентября 1980 по май 1981 года. 17 февраля 1981 года танк под обозначением «105-мм пушечный гусеничный танк М1» был принят на вооружение армии США.
Тем временем Нэтикские исследовательские лаборатории разработали защитный костюм для членов экипажа M1, выполненный из негорючей ткани на основе номекса, первого класса бронезащиты (осколки, картечь, шрапнель, пистолетные пули, винтовочные пули на излёте) с отстёгивающейся утеплённой подкладкой и комплектом нательного белья для летнего периода, подсистемой защиты органов зрения и дыхания от ветра, огня, дыма, отравляющих веществ и другими удобствами и функциональными элементами.

## Производство
Тем временем[когда?]

, Детройтский танковый арсенал корпорации «Chrysler» — крупнейшее танкостроительное предприятие в Западном полушарии — был закрыт на консервацию ввиду отсутствия заказов требуемого объёма. Производил «Абрамсы» в 1980—1996 годы.
В настоящий момент[когда?]

 осуществляется глубокая модернизация имеющихся танков «Абрамс» всех модификаций на Лаймском танковом заводе в городе Лайма, штат Огайо, принадлежащий корпорации «General Dynamics». По состоянию на 2014 год производство модернизированных модификаций танка продолжается как для ВС США, так и на экспорт.
С 1988 года производятся по лицензии в Египте.

### Стоимость
Средняя балансовая цена танка модификации М1А2 на 1999 год составляла около 6,2 млн долл.
В то же время закупочная стоимость танка значительно ниже: так, вновь построенные M1A1 SA, поставляемые в ВС Ирака, были оплачены производителю из расчёта 1,4 млн долларов за машину; для Австралии M1A1 AIM с более совершенной комплектацией, однако полученные из запасов армии США, обошлись в 1,18 млн долларов за каждый танк.
Стоимость капитального ремонта с глубокой модернизацией, производимого в Армейском депо Энистон, по программе Abrams Integration Management, включающей установку АСУ FBCB2, новых тепловизионных камер, модернизацию брони и т. д., составляет 0,7—1 млн долл. Стоимость наиболее комплексной модернизации до уровня M1A2 SEP, включающую замену боевого отделения целиком, в разные годы колебалась от 1,4 до 2,6 млн долларов.
По состоянию на 2012 год стоимость танка по контракту для армии США составляет 5,5—6,1 млн долл..

## Описание конструкции

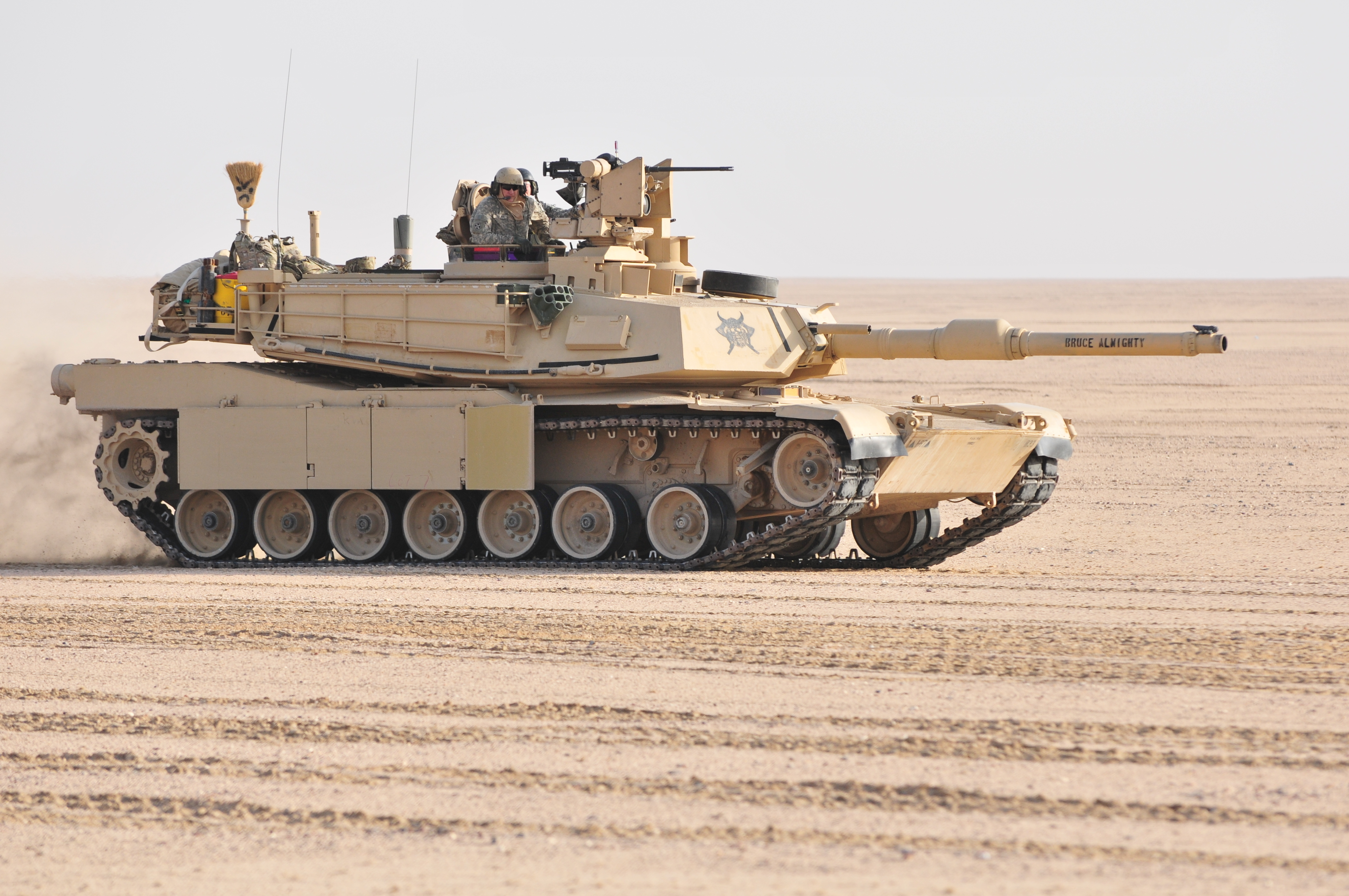
M1A2 SEP V2 Abrams 1-й бронетанковой дивизии c боевым модулем CROWS II.

Танк выполнен по классической компоновочной схеме с отделением управления в передней части машины, боевым отделением в средней части и моторно-трансмиссионным в кормовой. Экипаж состоит из командира, наводчика, заряжающего и механика-водителя.

### Броневой корпус и башня

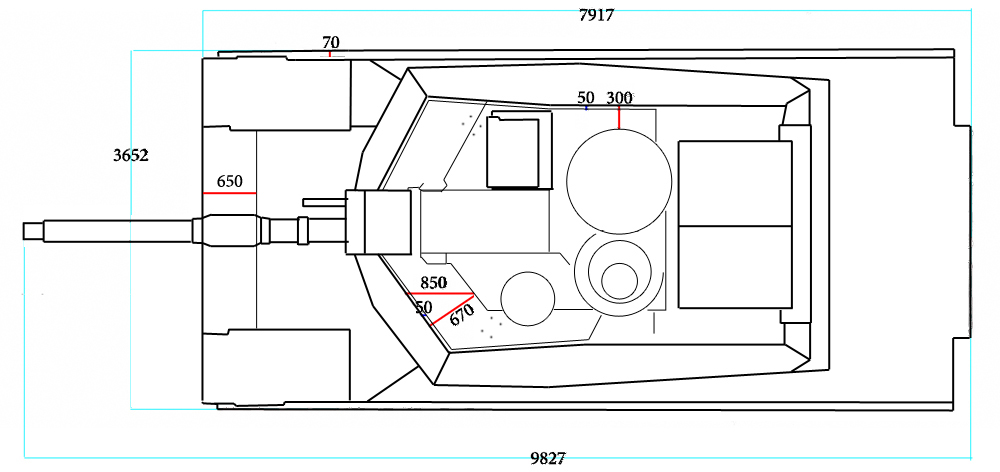
Габариты лобовых деталей танка M1A1НА/НС/НА+

Корпус и башня танка — сварные. В качестве основного материала конструкции и внешнего слоя бронезащиты используется стальная броня по техническим условиям MIL-A-11356. В передних частях корпуса и башни, а также в бортах башни применено многослойное пассивное бронирование в виде модулей комбинированной брони, созданной на базе английской брони «Чобхэм», (Великобритания). Характерным для «Абрамса» является большой угол наклона верхнего лобового листа корпуса по отношению к вертикальной плоскости (82°) и большой зазор между башней и корпусом. При закрытом люке механик-водитель занимает положение полулёжа. В лобовой проекции танка Абрамс — зона ослабленной брони, уязвимая для боеприпасов достаточно устаревших ПТС, составляет 8,9 %. Также 7,85 % лобовой проекции — это уязвимости, связанные с конструкцией, их защищённость существенно ниже, чем ослабленной брони, в частности, это люки, приборы наблюдения, маска орудия, такие уязвимости свойственны большинству объектов бронетехники. Практически вся верхняя лобовая деталь корпуса — это 50-мм плита стальной брони, толщина, эквивалентная 80 мм, достигается с учётом 30 мм, находящихся после топливных баков.
Габариты различаются в зависимости от модификации машины:
- М1 (1980) лоб башни — 62-мм сталь / 500-мм наполнитель / 101-мм сталь, лоб корпуса — 62-мм / 400-мм / 101-мм;
- IPM1 (1984) и последующий: лоб башни 62-мм / 700-мм / 101-мм, лоб корпуса — 62-мм / 500-мм / 101-мм.

Бронирование оценивается[кем?] следующим образом:
- М1 (1980) башня: 400—420 мм от ОБПС/800-мм от КС, корпус: 360-мм от ОБПС/700-мм от КС;
- IPM1/M1A1 (1984) — башня: 450-мм от ОБПС/900-мм от КС, корпус: 360-мм от ОБПС/700 мм от КС;
- М1А1НА (1988) — башня: предположительно 550-мм от ОБПС/1050-мм от КС, корпус: 360-мм от ОБПС/700-мм от КС;
- M1A1HA+/AIM/D/M1A2 (1990) — башня: 650-мм от ОБПС/1200-мм от КС, корпус: 360-мм от ОБПС/700-мм от КС;
- M1A2SEP/SEPv2/M1A1AIMv2/FEP (2000) — башня: ~800-950 мм от ОБПС/~1600-мм от КС, корпус: предположительно 600—650 мм от ОБПС/1100 мм от КС[источник не указан 2064 дня].

Бортовое бронирование башни представляет собой слой из алюминиевой бронеплиты, слоя воздуха и 3 19-миллиметровых уранокерамических плит, в эквиваленте составляющих порядка 500—600 мм защиты от кумулятивных боеприпасов. В «Абрамсе» также предусмотрены вышибные панели и стенки, которые в случае пожара боекомплекта выводят продукты сгорания из танка наружу, предотвращая взрыв, что повышает выживаемость экипажа в бою.
В дополнение к броне некоторые модификации «Абрамса» оснащены системой активной защиты Softkill, AN/VLQ-6 Missile Countermeasures Device (MCD), которая создаёт помехи системам слежения полуавтоматических противотанковых ракетных комплексов (например, российского 9K114 «Штурм»).
В 1989 году проводился обстрел модификации M1A1HA (heavy armour) с урановой бронёй. Выдержки из приложений Е и С описаний результатов испытаний:

Целью обстрела была оценка концентрации урановой «пыли» внутри и снаружи M1A1HA при попадании различных видов снарядов.
Оригинальный текст (англ.)
This test evaluated DU aerosol levels generated inside and outside a heavy (ie DU) armour Abrams tank hit by various types of rounds…

— Report Summary 27 Fliszar et al (1989)

Семь испытаний проводились с использованием следующих боеприпасов: 120-мм БОПС (вольфрамовый корпус), 120-мм БКС, 100-мм БОПС, противотанковая мина, 120-мм БОПС (обеднённый уран), 120-мм ОБПС (вольфрамовый корпус), эквивалент ПТУР.
Оригинальный текст (англ.)
The seven tests used the following rounds: 120-mm APFSDS KE (kinetic energy)-Tungsten; 120-mm Heat-MP; 100-mm AP-C steel rod; anti-tank mine; 120-mm APFSDS KE DU (test 5A); 120-mm APFSDS KE-Tungsten (test 5B); and ATGM equivalent (test 6B)…

Во всех испытаниях наибольшая концентрация выпадания [обеднённого урана] наблюдалась в пределах 5-7 метров от цели. Однако после продолжительного обстрела фрагменты [внешнего] уранового бронирования были разбросаны на дистанцию 76 метров.
Оригинальный текст (англ.)
In all tests the highest fallout levels occurred on the test pad within 5 to 7 metres of the target, but after several tests heavy armour material was blown out more than 76 metres.

В ходе испытания № 7 (ПТУР) в танке возник пожар, уничтоживший его.
Оригинальный текст (англ.)
Air sampling results for test #7, which caused a fire that consumed the vehicle,…

Команда экспериментаторов также отметила, что во время испытаний один из снарядов мог быть выброшен из забашенной ниши в боевое отделение, где и сгорел полностью.
Оригинальный текст (англ.)
in which the team member re-entered after the fire and collected samples primarily from inside the crew compartment. The report indicated a penetrator might have been ejected from one of the storage compartments into the crew compartment and then completely oxidized during the test.

При замере воздуха в последних трёх испытаниях произошёл пробой в боевое отделение. При предыдущих двух испытаниях было собрано очень незначительное количество информации, так как большинство датчиков замера воздуха отключалось почти сразу после попадания снаряда. А пожар в последнем тесте привёл к их полному уничтожению.
Оригинальный текст (англ.)
Interior air was sampled during three impact tests when breakthrough into the crew compartment occurred. Limited data were collected in the first two of those tests but not for the last test because all the air samplers were destroyed. During the first two tests, most air samplers shut down soon after impact.

Выводов о защите на основании этого теста сделать невозможно: обстрел был довольно продолжительным и броня была пробита после нескольких предварительных попаданий, не преодолевших, но ослабивших её. Целью обстрела являлось выяснение распространения урановых фрагментов, но не стойкости брони.

### Вооружение

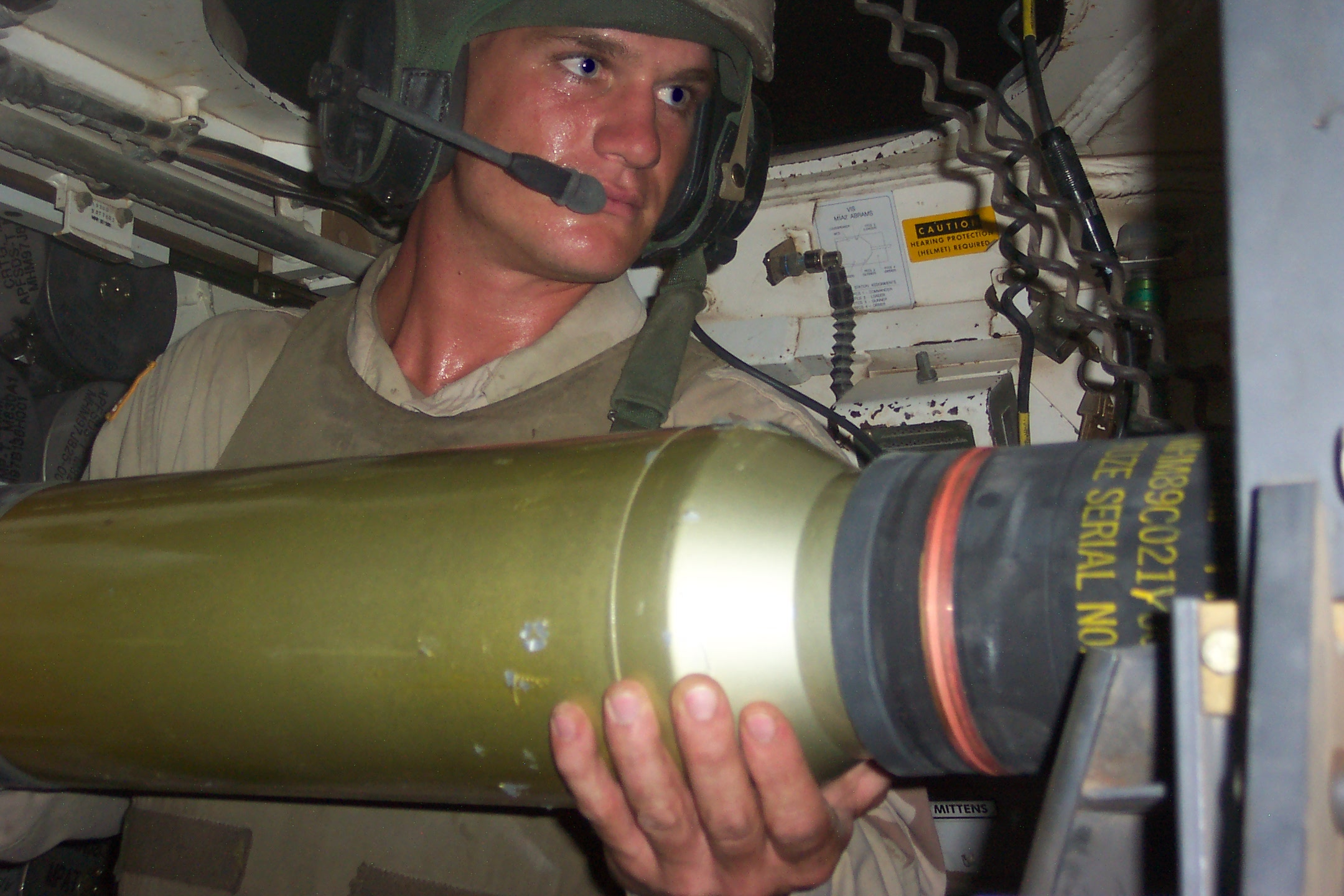
Заряжание 120-мм пушки унитарным снарядом

«Абрамс» (модификации со 120-мм орудием) использует подкалиберные выстрелы: М829, М829А1, М829А2, М829А3, M829E4, имеющие бронепробиваемость с 2000 м 650, 700, 800+динамическая защита, 850, М829Е4(М829А4) внешне никак от предшественника М829А3 не отличается, о смене сердечника не сообщалось..
Модификации M1 и M1IP вооружены 105-мм нарезной пушкой М68А1 (модернизированный вариант британской L7), стабилизированной в двух плоскостях. В боекомплект входят 55 унитарных снарядов с металлической гильзой 5 видов: бронебойные оперённые подкалиберные с отделяющимся поддоном М735, М774, М833, М900, кумулятивные снаряды М456А1 и М456А2, бронебойно-фугасный М393А2, с готовыми стреловидными поражающими элементами М494 и дымовой М416 (на основе белого фосфора).
Основная часть боекомплекта к пушке (44 унитарных выстрела из 55) размещена в изолированном отсеке кормовой части башни. Остальные снаряды хранятся в изолированном отсеке в корпусе танка (8 штук) и в бронированном контейнере на полике башни перед заряжающим (3 штуки).
Начиная с 1985 года на танках «Абрамс» устанавливается 120-мм гладкоствольная пушка М256 (лицензионный вариант немецкой пушки Rheinmetall Rh-120), также стабилизированная в двух плоскостях. В боекомплект входят унитарные снаряды с частично сгораемой гильзой:
- бронебойные оперённые подкалиберные с отделяющимся поддоном М829, М829А1/А2/А3/Е4 (дальность БОПС составляет 4600 м с разбросом в 0,32 м) (M829 armor-piercing, fin-stabilized, discarding sabot (APFSDS));
- кумулятивный M830 (М830 high explosive anti-tank (HEAT));
- подкалиберный кумулятивно-осколочный М830А1 (М830А1 high explosive anti-tank multi purpose (HEAT MP));
- подкалиберный бетонобойно-фугасный М908 (М908 high-explosive, obstacle-reduction (HE-OR));
- картечный (с вольфрамовыми пулями) М1028 (M1028 canister).

M1028 содержит 1098 шт. готовых поражающих элементов сферической формы диаметром 9,5 мм. Зона поражения — 600 м (производства Германии, только на вооружении танков Корпуса морской пехоты США), а также ПТУР MRM с дальностью стрельбы до 12000 метров, по принципу «выстрелил и забыл» (достоверных данных о наличии данного боеприпаса в частях не имеется).
В связи с большим диаметром гильз боекомплект M1A1 сокращён до 40 выстрелов (42 на М1А1НС и М1А2): 34 в нише башни (36 на М1А1НС М1А2) и 6 в корпусе танка; укладка на полике башни отменена.
Орудие оснащено продувкой ствола (эжектор), однако раскалённый остаток гильз остаётся после выстрела внутри танка.
Вспомогательное вооружение представлено 7,62-мм пулемётом М240, спаренным с пушкой, вторым таким же пулемётом, установленным перед люком заряжающего, и 12,7-мм пулемётом М2, смонтированным на командирской башенке. В версии M1A2 поставлен дистанционно управляемый модуль Protector RWS с 12,7-мм пулемётом М2. Боекомплект — 11 400 патронов калибра 7,62 мм и 1000 патронов калибра 12,7 мм. На бортах башни установлены два 66-мм шестиствольных гранатомёта М250 (четыре четырёхствольных гранатомёта М257 на танках М1А1 и М1А1НС корпуса морской пехоты) для постановки дымовой завесы.

### СУО и приборы наблюдения
На «Абрамс» установлена одна из самых современных систем управления огнём фирмы Hughes Aircraft. В основной прицел наводчика встроены лазерный дальномер и тепловизионная камера; поле зрения прицела имеет независимую стабилизацию в вертикальной плоскости. Дневной канал имеет две кратности увеличения — 3 и 10; тепловизионный — 3, 6, 13, 25 и 50 (×6 получается электронным увеличением оптического трёхкратного и ×25 и ×50 являются электронным увеличением оптического 13-кратного). Пределы измерения дальности лазерным дальномером — от 200 до 7990 м (но баллистическое решение рассчитывается только в диапазоне от 200 до 3990±10 м у танков М1 и М1А1 и от 200 до 4990±10 м у танков М1А2, замеренные дальности вне данного диапазона высвечиваются мигающими символами). На случай выхода из строя основного прицела предусмотрен резервный телескопический шарнирный прицел Kollmorgen Model 939 с 8-кратным увеличением и полем зрения 8°; головная часть прицела закреплена в маске орудия, а окулярная часть прикреплена к крыше башни. Командир пользуется отводом от основного прицела наводчика, при необходимости он может вести огонь из пушки вместо наводчика (при этом не имея возможности самостоятельно менять увеличение и переключаться между дневным оптическим и тепловизионными каналами).
Командирская башенка танков М1, IPM1 и М1А1 представляет собой зенитно-пулемётную установку (ЗПУ) закрытого типа. Конструкция люльки ЗПУ обеспечивает установку 12,7-мм пулемёта М2HB (основной вариант) либо 7,62-мм пулемёта М240 (резервный вариант). Основным прицельным приспособлением ЗПУ является дневной перископический монокулярный прицел M939 Kollmorgen. Поле зрения прицела — 21°, увеличение — ×3. Сетка прицела градуирована под 12,7-мм боеприпасы; на случай установки 7,62-мм пулемёта на корпусе прицела имеется шильдик с таблицей поправок. На случай повреждения штатного прицела на нижней поверхности люльки имеется простейший нерегулируемый ракурсный прицел. Наведение ЗПУ по азимуту штатно осуществляется при помощи электромашинного привода (предусмотрен аварийный ручной привод); по углу места — только при помощи ручного привода. Для обеспечения кругового обзора по периметру командирской башенки также установлены 6 перископических приборов наблюдения.
Время подготовки первого выстрела при стрельбе с ходу составляет: наводчиком — 15, а командиром — 17 с. При ведении огня с места время уменьшается до 3—4 и 5—5,5 с соответственно.
В соревнованиях против Леопард-2 танк превосходил в ночных стрельбах, но сильно уступал в дневном скоростном поражении целей.
Электронный баллистический вычислитель, выполненный на твердотельных элементах, с высокой точностью рассчитывает угловые поправки для стрельбы из пушки и спаренного с ней пулемёта. В него автоматически вводятся значения дальности до цели (от лазерного дальномера), скорость бокового ветра, угловая скорость цели и угол наклона оси цапф пушки. Кроме того, вручную вводятся данные о типе снаряда, барометрическом давлении, температуре воздуха, температуре заряда, износе канала ствола, а также поправки на рассогласование направления оси канала ствола и линии прицеливания.
На М1А2 перед люком заряжающего установлен панорамный тепловизионный прицел — прибор наблюдения командира CITV, имеющий независимую стабилизацию в двух плоскостях. Вместо вращающейся башенки установлена неподвижная с 8 перископами, обеспечивающая гораздо лучший круговой обзор. Прицел М938 убран. Основной прицел наводчика существенно модернизирован: он получил независимую стабилизацию в двух плоскостях, лазерный дальномер заменён на более совершенный, работающий на углекислом газе. Также, тепловизионный прибор ночного видения установлен у механика-водителя (вместо ночного прибора с ЭОП).
Недостатком M1А1 является ограниченная возможность самостоятельного поиска цели командиром, небольшое увеличение и отсутствие стабилизации поля зрения прицела М919 не позволяют уверенно обнаруживать и идентифицировать цели при движении танка. Этот недостаток был устранён на модификации М1А2. М1А2 прицел наводчика существенно модернизирован: он получил независимую стабилизацию в двух плоскостях. М1А2 SEP получил тепловизионные камеры второго поколения для наводчика и командира.
Усовершенствованию подверглась бортовая аппаратура. Внедрена танковая информационно-управляющая система (ТИУС) IVIS, инерциальная навигационная система, радиостанции SINCGARS. Отдельные электронные системы связаны между собой через шину данных MIL-STD 1553D. Так как ТИУС IVIS устарела к моменту принятия на вооружение, на модели М1А2SEP её заменили на систему управления войсками FBCB2-EPLRS. Кроме того, М1А2SEP получил тепловизионные камеры второго поколения для наводчика и командира; навигационная система дополнена приёмником NAVSTAR. Терминалы АСУВ FBCB2-BFT, унифицированные по программному обеспечению с FBCB2-EPLRS, но использующие для передачи данных коммерческие сети спутниковой связи Inmarsat Swift 64 и BGAN, устанавливаются при модернизации M1A1 по программе AIM.

### Двигатель

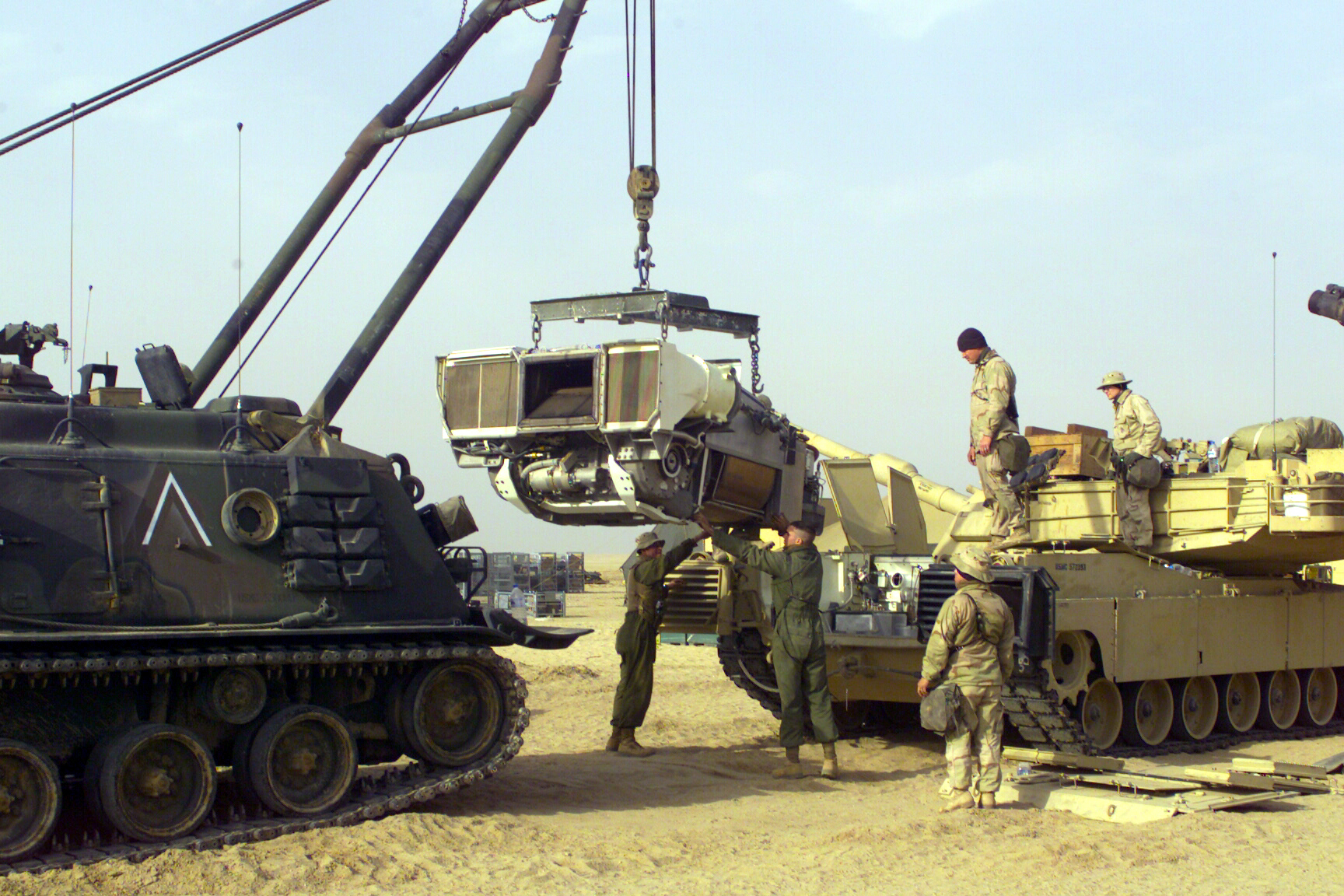
Установка двигателя в M1A1

Газотурбинный двигатель AVCO Lycoming AGT-1500 выполнен в едином блоке с автоматической гидромеханической трансмиссией X-1100-3B. Блок массой 3860 кг может быть заменён менее чем за 1 ч.
Выбор газотурбинного двигателя (ГТД) американские специалисты объясняют рядом его преимуществ по сравнению с дизелем той же мощности. Меньшая масса, относительная простота конструкции, повышенная надёжность и ресурс. Также ГТД имеет пониженную задымлённость и шумность, лучше удовлетворяет требованиям многотопливности, гораздо легче запускается при низких температурах. Основными недостатками являются повышенный расход топлива и воздуха (в результате система воздухоочистки занимает втрое больший объём по сравнению с дизелем).
AGT-1500 является трёхвальным двигателем с двухкаскадным осецентробежным компрессором, индивидуальной камерой сгорания тангенциального расположения, свободной силовой турбиной с регулируемым сопловым аппаратом и стационарным кольцевым пластинчатым теплообменником. Сопловые и рабочие лопатки первой ступени турбины высокого давления охлаждаются воздухом, отбираемым на выходе из компрессора и подаваемым через отверстия в хвостовиках лопаток. Максимальная температура газа в турбине — 1193 °C. Редуктор, размещённый внутри корпуса теплообменника, уменьшает число оборотов в минуту на выводном валу ГТД до 3000.
С середины 1990-х годов началось массовое оснащение танков «Абрамс» вспомогательными силовыми установками (ВСУ), обеспечивающими электропитание бортовых систем танка без включения основной силовой установки или расхода заряда аккумуляторов на протяжении 7,5—8 часов. ВСУ имеет мощность 2 кВт и размещается в бронированном ящике в корзине башни (или на корме корпуса, на танках КМП). На модели М1А2 SEP ВСУ из корзины башни удалена ввиду высокой уязвимости и разработан вариант установки в надгусеничной полке по левому борту нового вспомогательного агрегата (Under Armor Auxiliary Power Unit). На данный момент проект не реализован и танки снабжаются только дополнительной аккумуляторной батареей, позволяющей танку функционировать до 10 часов в «тихом» режиме.

### Трансмиссия
Автоматическая гидромеханическая трансмиссия Allison X-1100-3B обеспечивает 4 передачи переднего хода и 2 заднего. Она состоит из гидротрансформатора с автоматической блокировкой, планетарной коробки передач и бесступенчатого гидростатического механизма поворота.
Поскольку диапазон планетарной коробки передач при четырёх передачах переднего хода составляет 6,5, то при наличии ГТД, обладающего повышенным коэффициентом приспособляемости, нет принципиальной необходимости в участии гидротрансформатора в формировании тягового усилия на гусеницах при поступательном движении танка. Применение гидротрансформатора в данной трансмиссии может быть объяснено тем, что она создавалась для работы с поршневым двигателем той же мощности, а также для уменьшения работы буксования фрикционных элементов при переключении передач.

### Ходовая часть
Ходовая часть танка включает по семь опорных катков с внешней амортизацией и два поддерживающих ролика на каждую сторону, торсионную подвеску и гусеницы с резинометаллическим шарниром и резиновыми башмаками. Ширина гусениц — 635 мм, длина опорной поверхности — 4575 мм. Диски опорных катков изготовлены из алюминиевого сплава. Диаметр катков — 635 мм. На первом, втором и седьмом опорных катках установлены лопастные гидравлические амортизаторы.
Пробег оригинальных гусениц Т156 с несъёмными резиновыми башмаками составлял 1100—1300 км, что было намного меньше первоначальных требований в 3200 км. Гусеницы Т156 аналогичны по конструкции гусеницам Т97 танков М60. Новые гусеницы Т158 со съёмными резиновыми башмаками и обрезиненной беговой дорожкой, разработанные Food Machinery Corp Steel Products Division, имеют гарантированный пробег в 3360 км, хотя и тяжелее на 1360 кг.
Гусеницы имеют обрезиненные беговые дорожки и съёмные резиновые башмаки, предусмотрена возможность установки грунтозацепов. Ведущие колёса — двурядные со съёмными венцами, число зубьев венца — 11. Ресурс ходовой части — 2—8 тысяч км. Нижняя граница ресурса определяется ресурсом траков гусениц. Ресурс 8000 км достигается сменой четырёх комплектов съёмных асфальтоходных подушек, ресурс зубьев венцов ведущих колёс составляет 5—6 тысяч км.
Давление на грунт у M1A1 — 0,96 кг/см².

### Тактико-технические характеристики
| ТТХ модификаций M1                                  | ТТХ модификаций M1                    | ТТХ модификаций M1                    | ТТХ модификаций M1                                   | ТТХ модификаций M1                                   | ТТХ модификаций M1                    |
|                                                     | M1                                    | M1IP                                  | M1A1                                                 | M1A1НА/НС/НА+                                        | M1A2(SEP/S)                           |
| Размеры                                             | Размеры                               | Размеры                               | Размеры                                              | Размеры                                              | Размеры                               |
| --------------------------------------------------- | ------------------------------------- | ------------------------------------- | ---------------------------------------------------- | ---------------------------------------------------- | ------------------------------------- |
| Боевая масса, т                                     | 54,4                                  | 55,4                                  | 57,15                                                | 61                                                   | 62,5                                  |
| Длина, м                                            | 7,92                                  | 7,92                                  | 7,92                                                 | 7,92                                                 | 7,92                                  |
| Длина с пушкой, м                                   | 9,77—9,83                             | 9,77—9,83                             | 9,77—9,83                                            | 9,77—9,83                                            | 9,77—9,83                             |
| Ширина, м                                           | 3,66                                  | 3,66                                  | 3,66                                                 | 3,66                                                 | 3,66                                  |
| Высота, м                                           | 2,43                                  | 2,43                                  | 2,43                                                 | 2,43                                                 | 2,43                                  |
| Эквивалентная толщина лба корпуса, мм               | 550                                   | 550                                   | 650                                                  | 650                                                  | н/д                                   |
| Борта корпуса, мм                                   | 32—57 (25—32 в районе МТО)            | 32—57 (25—32 в районе МТО)            | 32—57 (25—32 в районе МТО)                           | 32—57 (25—32 в районе МТО)                           | 32—57 (25—32 в районе МТО)            |
| Эквивалентная толщина лба башни, мм                 | 700                                   | 800                                   | 800                                                  | 850                                                  | 940-960                               |
| Крыша, мм                                           | 70                                    | 70                                    | 70                                                   | 70                                                   | 70                                    |
| Вооружение                                          |                                       |                                       |                                                      |                                                      |                                       |
| Пушка                                               | 105-мм M68A1                          | 105-мм M68A1                          | 120-мм M256                                          | 120-мм M256                                          | 120-мм M256                           |
| Прицельный комплекс наводчика                       | GPS (Gunner periscop sight) и М919    | GPS (Gunner periscop sight) и М919    | GPS (Gunner periscop sight) и М919                   | GPS (Gunner periscop sight) и М919                   |                                       |
| Прицельный комплекс командира                       | М920                                  | М920                                  | М920                                                 | М920                                                 |                                       |
| Система управления огнём                            | ХМ21                                  | ХМ21                                  | ХМ21                                                 | ХМ21                                                 | MIL STD 1553В                         |
| Пулемёты                                            | 1 × 12,7-мм M2 HB и 2 × 7,62-мм M240  | 1 × 12,7-мм M2 HB и 2 × 7,62-мм M240  | 1 × 12,7-мм M2 HB и 2 × 7,62-мм M240                 | 1 × 12,7-мм M2 HB и 2 × 7,62-мм M240                 | 1 × 12,7-мм M2 HB и 2 × 7,62-мм M240  |
| Боекомплект, выстрелов / 12,7-мм / 7,62-мм патронов | 55 / 900 / 11 400                     | 55 / 900 / 11 400                     | 40(42 для М1А1НС) (17 первой очереди) / 900 / 11 400 | 40(42 для М1А1НС) (17 первой очереди) / 900 / 11 400 | 42 (18 первой очереди) / 900 / 11 400 |
| Подвижность                                         |                                       |                                       |                                                      |                                                      |                                       |
| Двигатель                                           | ГТД Avco Lycoming AGT-1500 1500 л. с. | ГТД Avco Lycoming AGT-1500 1500 л. с. | ГТД Avco Lycoming AGT-1500 1500 л. с.                | ГТД Avco Lycoming AGT-1500 1500 л. с.                | ГТД Avco Lycoming AGT-1500 1500 л. с. |
| Удельная мощность, л. с./т                          | 27,6                                  | 27,6                                  | 27,1 (22,3)                                          |                                                      | 23,80                                 |
| Максимальная скорость по шоссе, км/ч                | 72                                    | 72                                    | ~65                                                  |                                                      | ~67                                   |
| Запас хода по шоссе, км                             | 440—465                               | 440—465                               | 440—465                                              | 440—465                                              | 440—465                               |
| Удельное давление на грунт, кг/см²                  | 0,93                                  | 0,93                                  | 0,95                                                 |                                                      | 1,07                                  |
| Преодолеваемый ров, м                               | 2,7                                   | 2,7                                   | 2,7                                                  | 2,7                                                  | 2,7                                   |
| Преодолеваемая стенка, м                            | 1,2                                   | 1,2                                   | 1,2                                                  | 1,2                                                  | 1,2                                   |
| Преодолеваемый брод, м                              | 1,2 (2,0 с ОПВТ)                      | 1,2 (2,0 с ОПВТ)                      | 1,2 (2,0 с ОПВТ)                                     | 1,2 (2,0 с ОПВТ)                                     | 1,2 (2,0 с ОПВТ)                      |

## Модификации

M1A2SEP 3-го бронекавалерийского полка в городе Талль-Афар. Ирак, февраль 2006

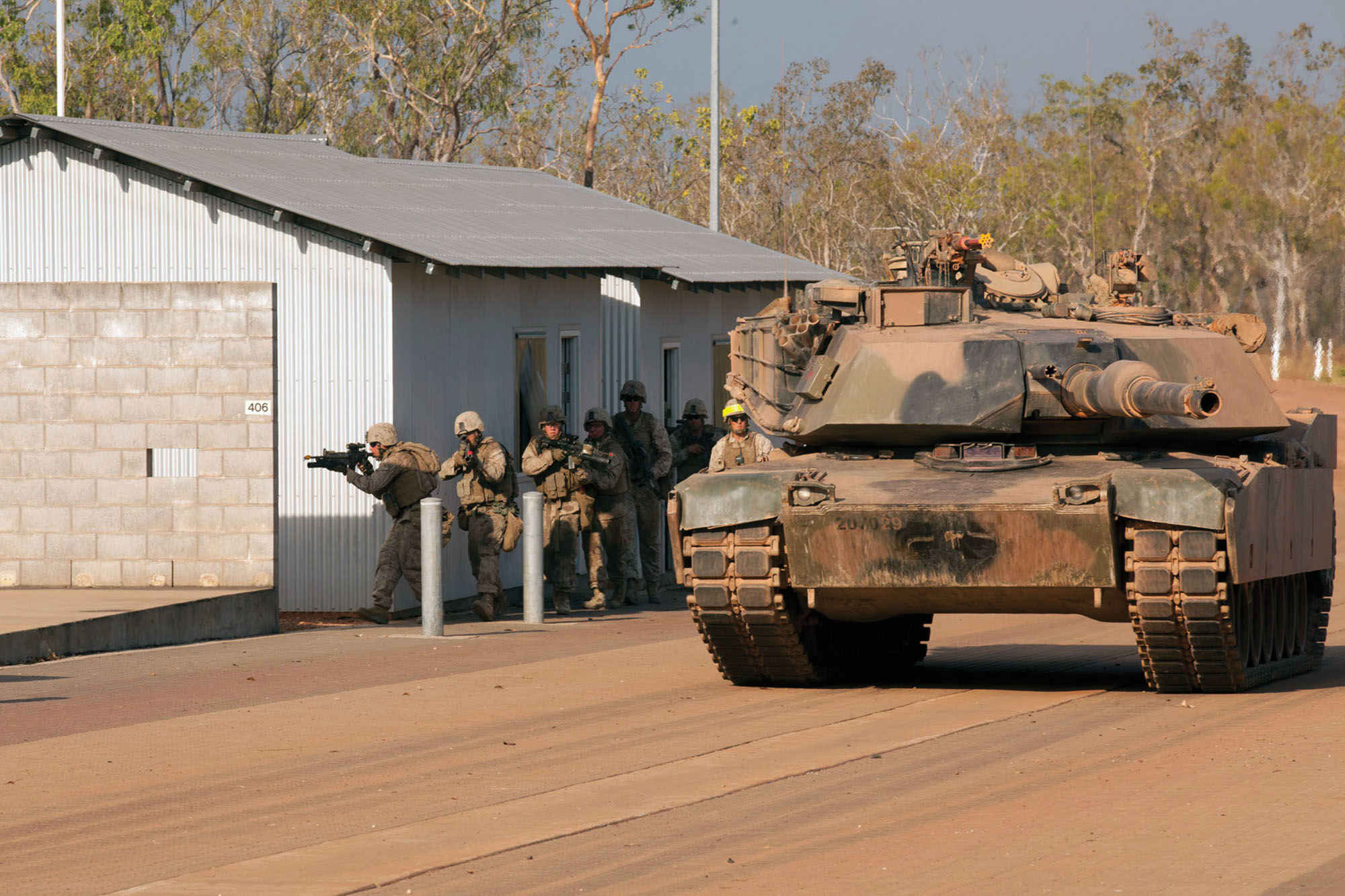
M1A1 AIM 1-го бронетанкового полка СВ Австралии на учениях, 2012 год

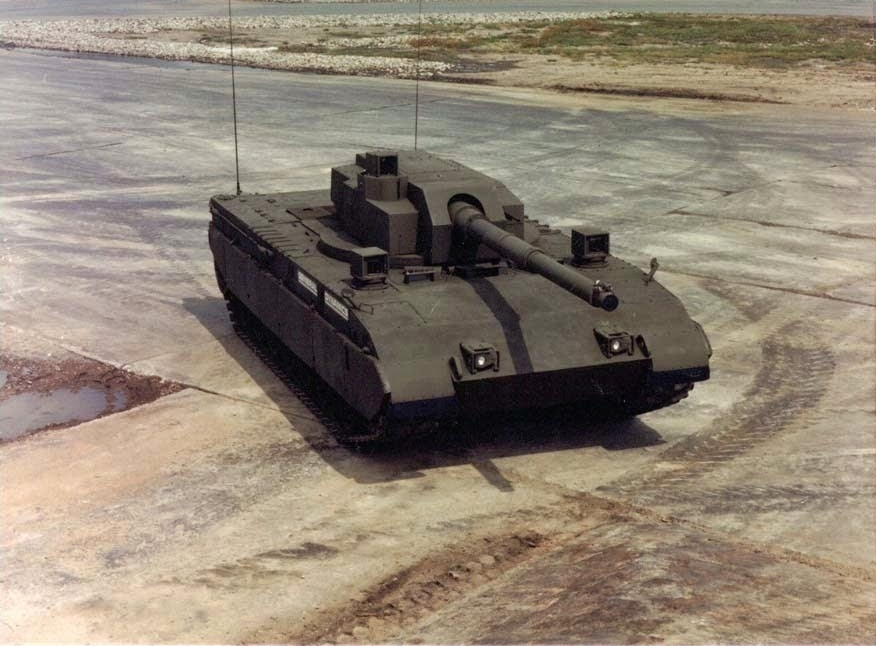
TTB

- XM1-FSED (1977—1978) — пилотная модель, выпущенная для проведения тестовых испытаний. Было произведено 11 экземпляров.
- M1 (1980) — базовая модель: 105-мм нарезная пушка, боекомплект 55 выстрелов.
  - M1IP (англ. Improved Performance — букв. улучшенная производительность; 1984) — усилено лобовое бронирование башни (уровень M1A1), модернизирована подвеска и трансмиссия, введён электроспуск ЗПУ.
- M1A1 (1984) — 120-мм гладкоствольная пушка, боекомплект сократился до 40 выстрелов, усилено бронирование лба корпуса, новая коллективная система защиты от ОМП со встроенным кондиционером[59].
  - M1A1HA (англ. Heavy Armor — букв. тяжёлая броня; 1988) — усилено бронирование башни, танк оснащён урановой бронёй 1-го поколения.
  - M1A1HC (англ. Heavy Common — букв. общие усиление; 1990) — танк оснащён урановой бронёй 2-го поколения, улучшено цифровое управление двигателя и ряд других мелких доработок в соответствии с требованиями КМП, боекомплект увеличен до 42 артиллерийских выстрелов.
  - М1А1НА+ (1991) — танк оснащён урановой бронёй 2-го поколения.
  - М1А1D (англ. Digital — букв. цифровой; 2000) — улучшение цифровых компонентов для танка M1A1HC до уровня M1A2SEP, цифровые распределительные щитки шасси и боевого отделения. Был произведён только для двух танковых батальонов.
  - M1A1AIM (англ. Abrams Integrated Management) — капитальный ремонт и модернизация ранее построенных танков до уровня машин выпуска 1992—1993 годов. Бронирование сохраняется на прежнем уровне.
  - M1A1AIM Block I — капитальный ремонт и модернизация ранее построенных машин. Внедряются тепловизионная камера второго поколения для основного прицела наводчика, тепловизионный прицел ЗПУ, терминал FBCB2-BFT, интегрированная система для самодиагностики бортовых систем и т. п. Бронирование сохраняется на прежнем уровне. На 2015 год является основным вариантом модернизации построенных ранее танков М1А1(НА/НС/НА+) для армии США и КМП.[60][61]
  - M1A1AIM Block II/M1A1SA (англ. Situational Awareness — букв. ситуационная осведомлённость) — танки оснащаются урановой бронёй 3-го поколения.
  - M1A1FEP (англ. Firepower Enhancement Package — букв. пакет повышенной огневой мощи) — схожие к M1A1AIM Block II улучшения для танков КМП США.
  - M1A1KVT (англ. Krasnovian Variant Tank) — версия M1A1 с комплексом для симуляции танков советского производства для использования в NTC (англ. Fort Irwin National Training Center — Национальный учебный центр армии США в Форте Ирвин).
  - M1A1M — экспортный вариант для Вооружённых сил Ирака.
  - M1A1SA (англ. Special Armor — букв. специальная броня) — экспортный вариант для Сухопутных войск Марокко.
  - M1A1 Block III (1983) — экспериментальная версия: новая компоновка внутренних объёмов корпуса, необитаемое боевое отделение с автоматической системой вооружения, а также разработка нового силового агрегата и радиоэлектронного оборудования.
    - M1 SRV (англ. Surrogate Research Vehicle) — экспериментальный прототип на шасси танка М1 для исследования новой компоновки агрегатов внутри танкового корпуса: с весовым имитатором башни лафетной компоновки.
    - M1 TTB (англ. Tank Test Bed) — экспериментальный прототип на шасси танка М1, доработанном с учётом опыта испытаний машины M1 SRV: необитаемая башня, бронекапсула для трёх членов экипажа в передней части танка, гладкоствольная пушка M256 калибра 120 мм, боекомплект из 44 унитарных снарядов, размещённый в двухрядном карусельном магазине с вертикальным расположением ячеек с автоматом заряжания.
    - M1 CATTB (англ. Component Advanced Technology Test Bed; 1990) — экспериментальная программа создания нового танка: усовершенствованный объединённый силовой блок на базе дизельного двигателя (AIPS), система гидропневматической подвески в балансире, 140-мм гладкоствольная танковая пушки (АТАС) с автоматом заряжания и многодатчиковой системы обнаружения цели (MTAS).
- M1A2 (1992) — независимый тепловизионный панорамный прицел командира, новый прицел наводчика со стабилизацией в двух плоскостях и безопасным для глаз дальномером, новая командирская башенка с 8 перископами (вместо 6), тепловизионный прибор наблюдения для механика-водителя, боевая информационно-управляющая система IVIS. Усиленное бронирование башни путём увеличения габарита лобовых деталей и наполнения их урановой бронёй 2-го поколения. Боекомплект орудия составляет 42 выстрела[59].

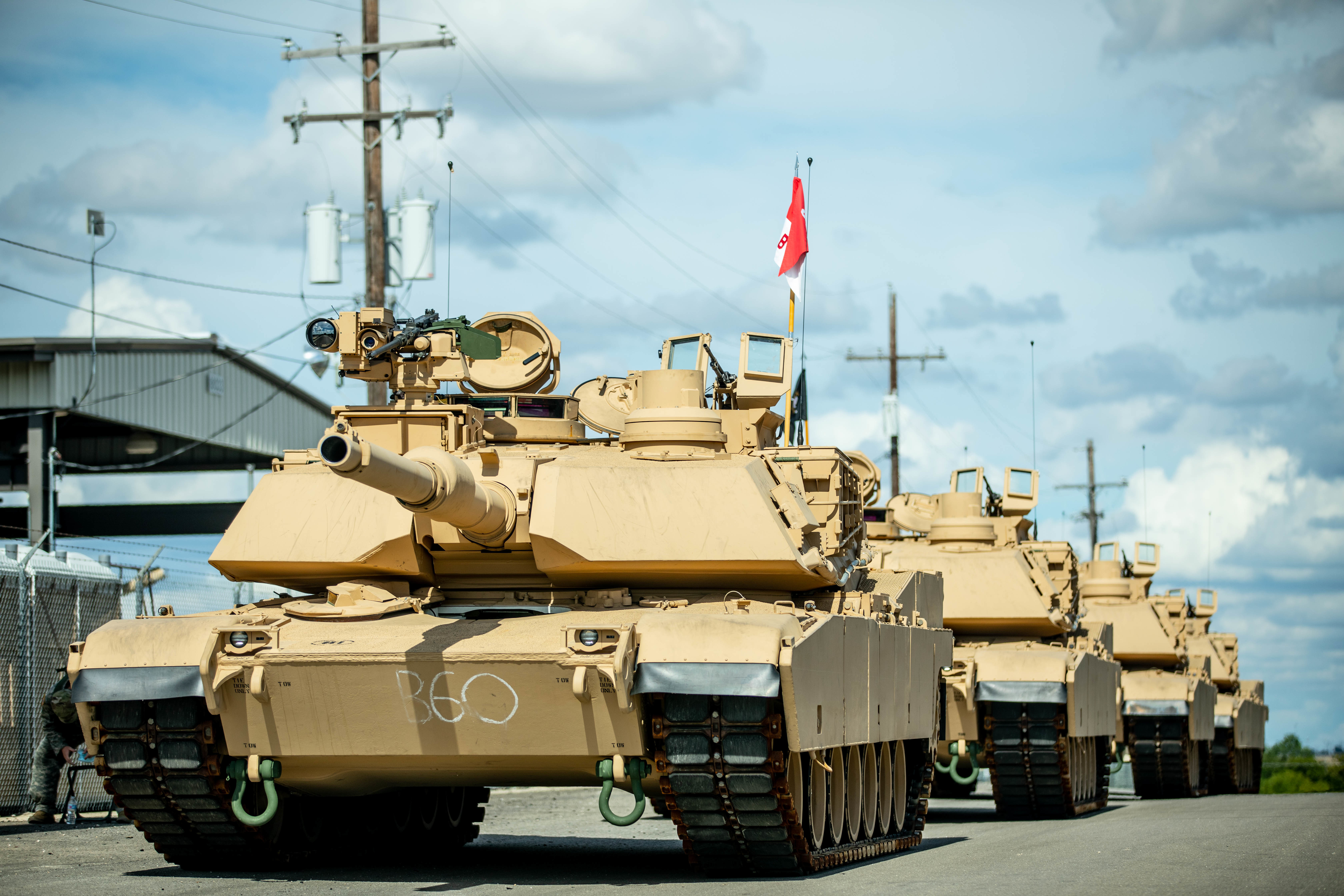
M1A2 SEP V3 Abrams 1-й кавалерийской дивизии на военной базе Форт-Худ, Техас, 20 июля 2020

  - M1A2 SEP (англ. System Enhancement Package — букв. пакет улучшенных систем; 1999) — в прицелы командира и наводчика введены тепловизионные камеры 2-го поколения (технология SADA II), установлена система управления войсками FBCB2. Наполнитель лобовых деталей башни заменён на урановую броню 3-го поколения, что позволило увеличить стойкость против кумулятивных средств поражения. Введено устройство вентиляции воздуха. Появились цветные дисплеи[62]. По состоянию на 2015 финансовый год армией США была заказана модернизация 530 M1A2 до уровня M1A2 SEP по средней стоимости 4,8 млн $ за единицу и 1611 M1/M1A1 до M1A2 SEP и M1A2 SEP V2 по средней стоимости 5,6 млн $ за единицу. Стоимость включает затраты на развёртывание, техническое обслуживание и обучение. Поставки модернизированных M1A2 должны были завершиться в начале 2010 финансового года и 1590 модернизированных M1/M1A1 получено армией до конца 2015 года.[63][64]
  - M1A2 SEP V2 (англ. System Enhancement Package version 2 — букв. второй пакет улучшенных систем; 2008) — усовершенствованные цветные дисплеи для отображения тактической обстановки, прицелы с электрооптическим и инфракрасным каналами, доработанная силовая установка и новые средства связи, совместимые с информационно-боевыми сетями пехотных частей и соединений. Модернизация также включает внедрение других технологий, разработанных по программе «Боевые системы будущего» (Future Combat Systems)[59].

- M1A2 SEP V3 (англ. System Enhancement Package version 3 — букв. третий пакет улучшенных систем; 2015):

- унификация боекомплекта танка на основе двух выстрелов — нового многоцелевого ХМ1147 AMP с программируемым взрывателем и нового бронебойного подкалиберного M829E4 АКЕ;
- модернизация системы управления огнём танка с установкой аппаратуры ADL (англ. Ammunition Data Link), позволяющей вести огонь выстрелами АМР с программируемым взрывателем;
- установка новых тепловизионных приборов IFLIR в прицеле наводчика и независимом панорамном прицеле командира, с выдачей изображения на дисплеи высокой чёткости;

- M1A2 SEP V4 — новые инфракрасные датчики третьего поколения, цветные видеокамеры, внедрение новых технологий которые позволят экипажу обнаруживать и идентифицировать цели противника на больших расстояниях. Обновления также затронут лазерный дальномер и лазерный целеуказатель. Кроме того добавляется возможность управления БПЛА
- M1A2S (2011) — модернизация M1A1 и M1A2 для ВС Саудовской Аравии. От стандартной версии M1A2 отличается более экономичным двигателем, улучшенными средствами связи и управления.

- Tank Urban Survival Kit (TUSK, «комплект дополнительного оборудования и бронирования, повышающий боевые возможности в городских условиях») предназначен для монтажа на танки М1А1 и М1А2; включает в себя комплекс динамической защиты ARAT для повышения защиты боковых проекций от кумулятивных средств поражения, тепловизионный прицел для турельной установки пулемёта М240 заряжающего, щитки для защиты командира и заряжающего при наблюдении из открытых люков, разнесённое бронирование днища, гарнитуру для связи с пехотой, дополнительный пулемёт М2 на установке CSAMM (монтируется на маске орудия), тепловизионный прицел командирской ЗПУ (для М1А1), дистанционно-управляемую установку CROWS (для М1А2)[67].
- XM1A3 (2014—2017) — в стадии разработки: лёгкая 120-мм пушка, улучшение подвески опорных катков, более долговечные катки, облегчённая броня, дальнобойное высокоточное вооружение, улучшенный двигатель и коробка передач. Расчётный вес до 55 т.

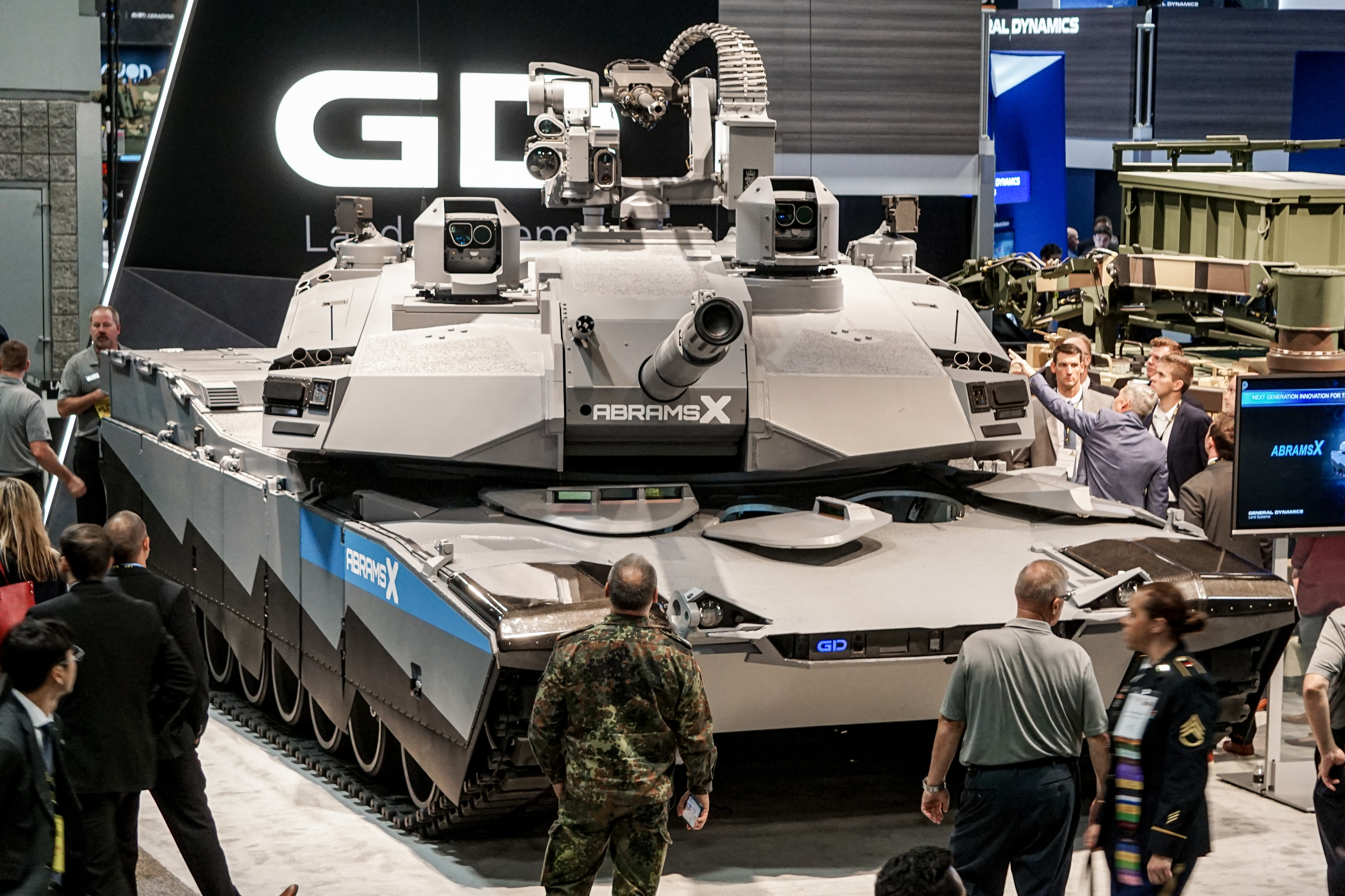
AbramsX на показе Ассоциации Армии США (AUSA) 2022

- AbramsX или Abrams X (2022) — прототип танка нового поколения с необитаемой башней, автоматом заряжания, гибридным двигателем, а также с бортовой цифровой системой, которая использует технологии искусственного интеллекта. Внедрение автомата заряжания позволило сократить экипаж до 3 человек. По утверждению General Dynamics, в будущем танк может действовать без экипажа[68][69].

## Машины на базе танка Абрамс
- M1 Grizzly Combat Mobility Vehicle (1995) — инженерный танк. Экипаж 2 человека, 12,7-мм пулемёт, 4,5-метровый бульдозерный отвал, 6,3-тонный стрелочный экскаватор длиной до 10 м.
- M1 Panther II — дистанционно-управляемая и управляемая бронированная машина разминирования.
- M104 Wolverine (1996) — танковый мостоукладчик, прототип в 1996 году, серийное производство с 2003 года.
- M1074 Joint Assault Bridge — танковый мостоукладчик.
- M1150 Assault Breacher Vehicle — бронированная машина разминирования.
- M1 Heavy Armored Recovery Vehicle — прототип бронированная ремонтно-эвакуационная машина (БРЭМ).

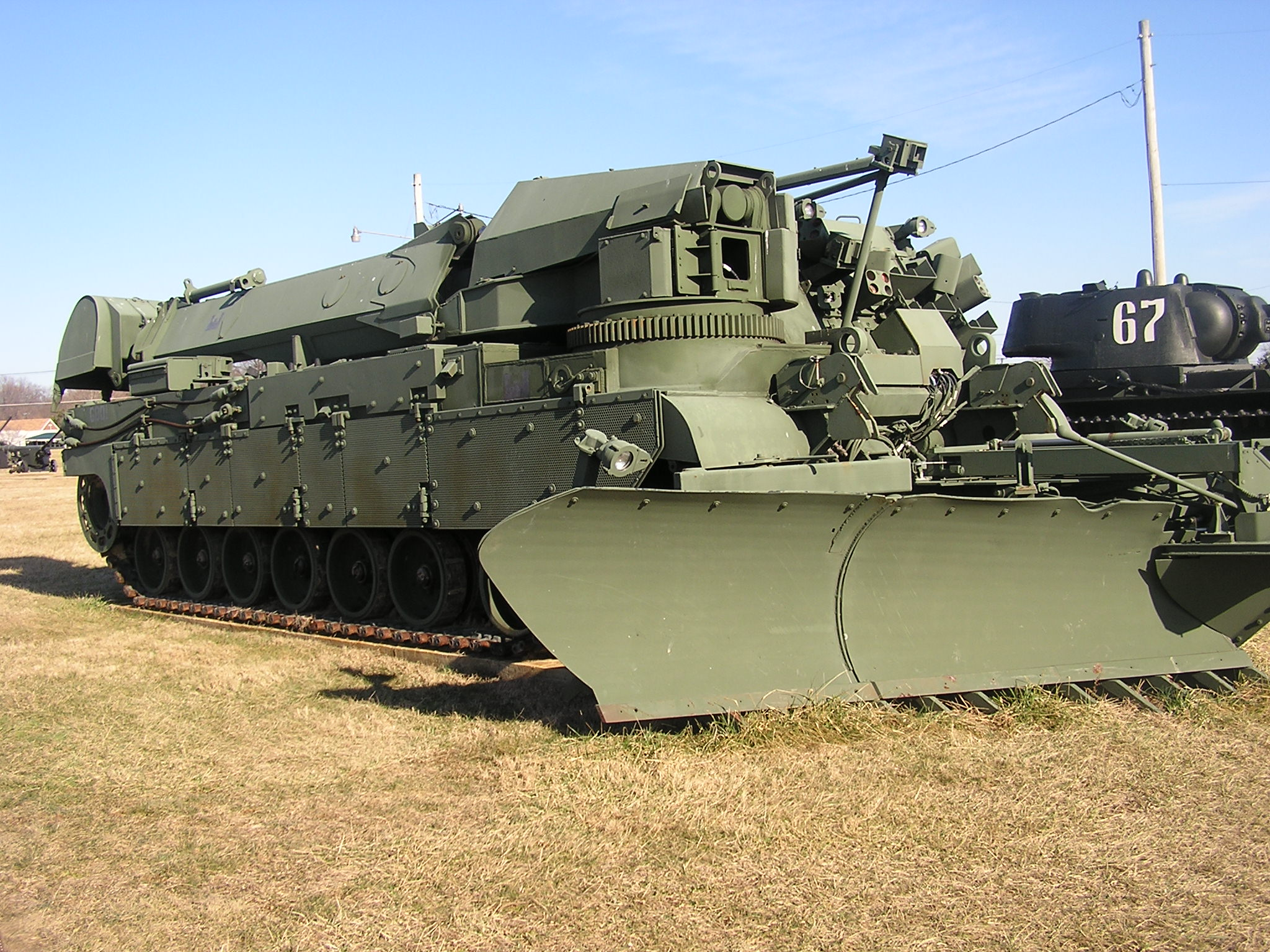
M1 Grizzly CMV
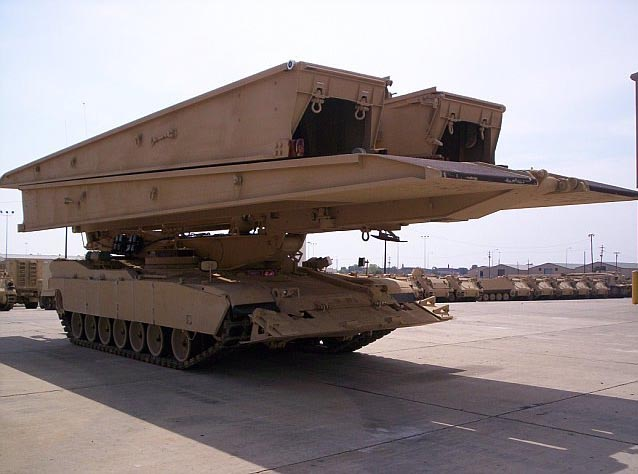
M104 Wolverine
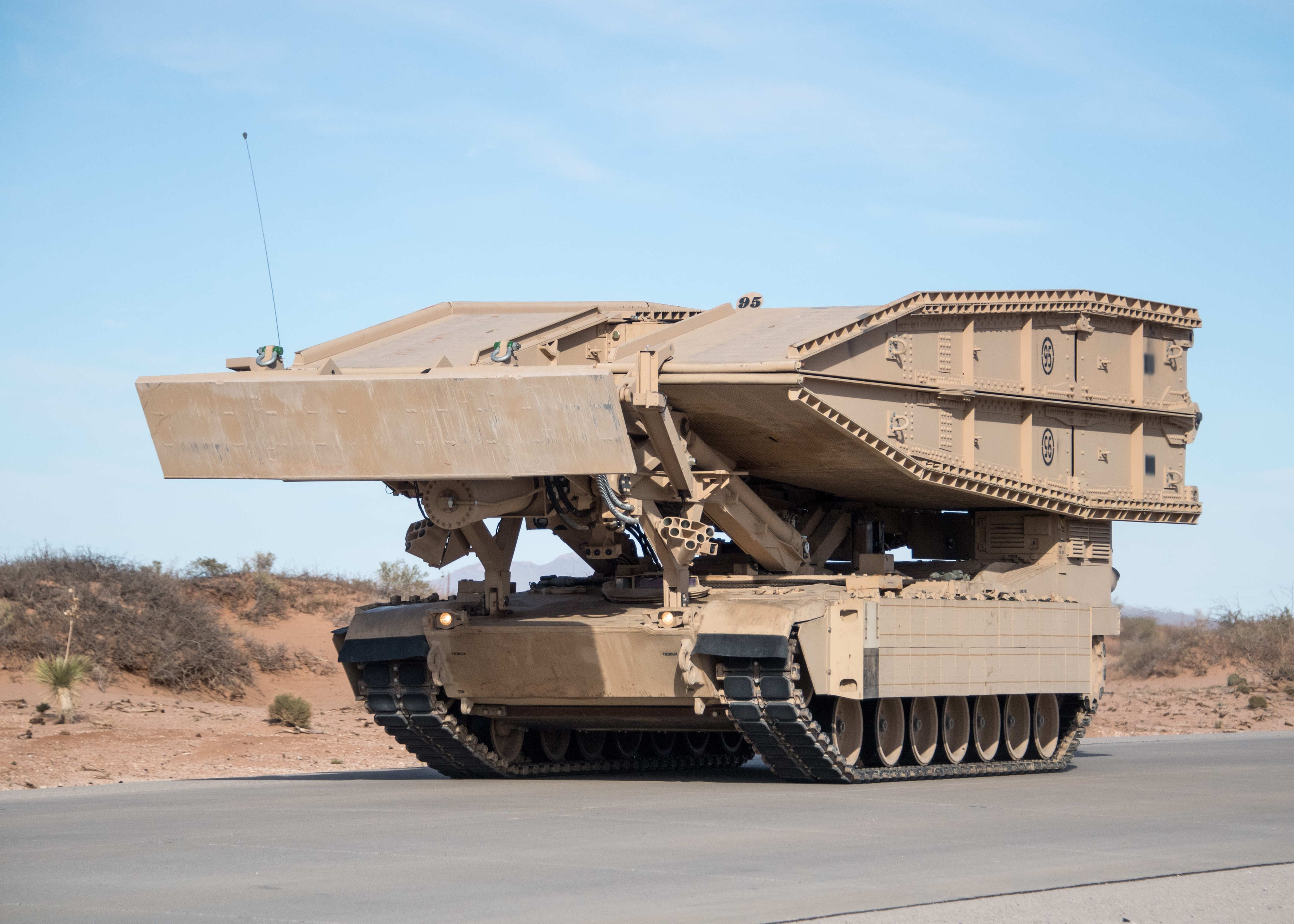
M1074 Joint Assault Bridge
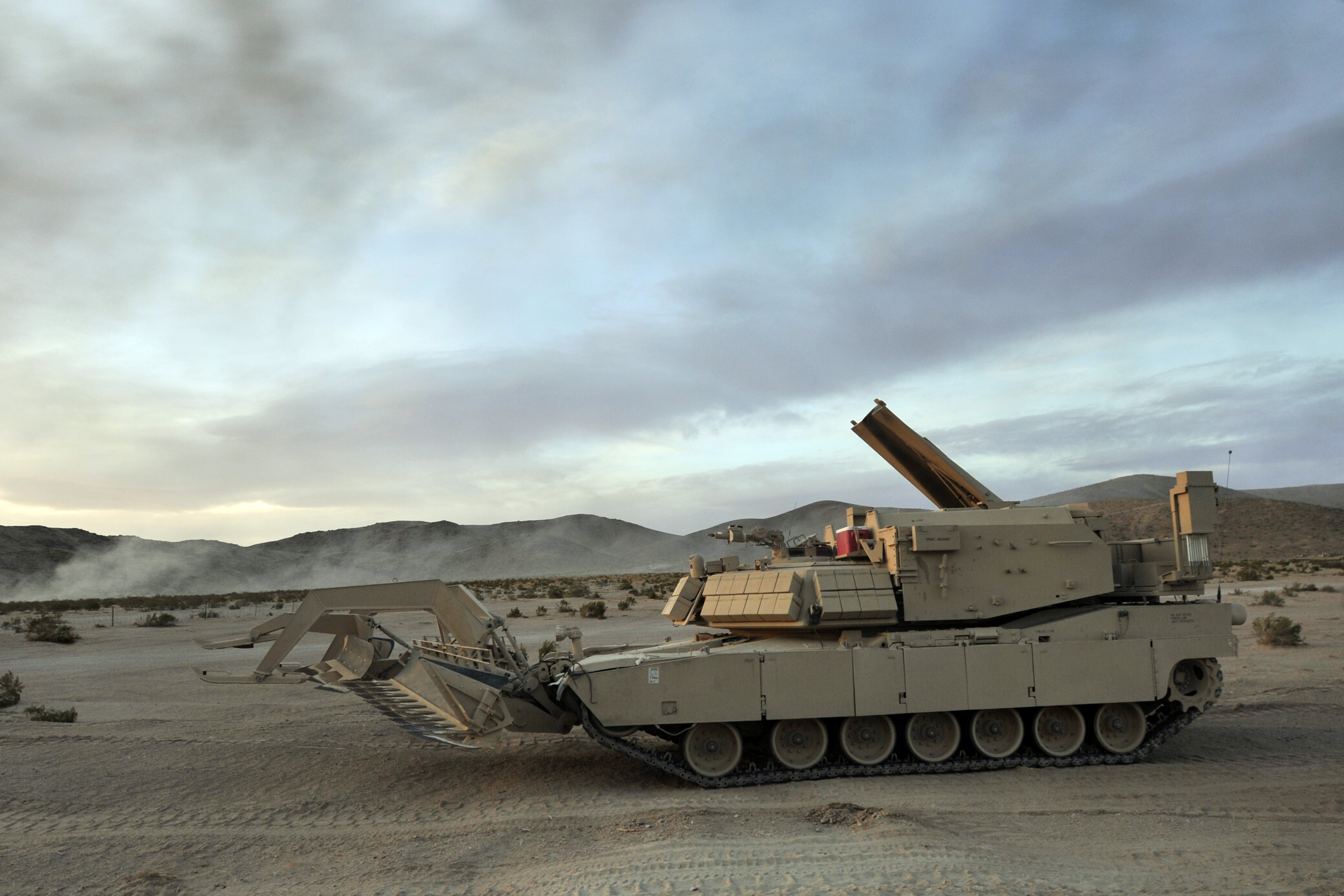
M1150 Assault Breacher Vehicle

## На вооружении

Страны, эксплуатирующие M1 Abrams

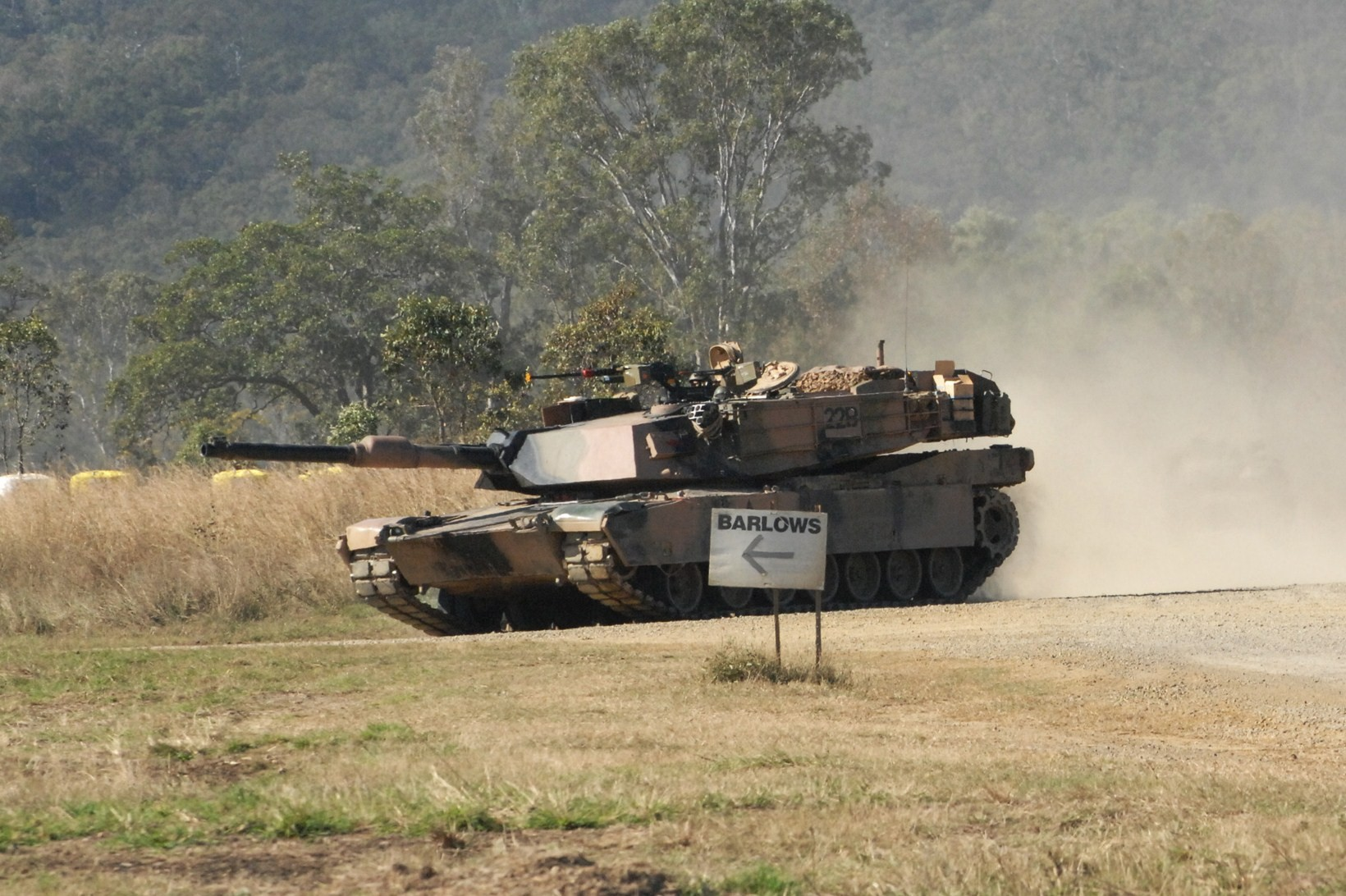
M1A1 Abrams 1-го бронетанкового полка СВ Австралии во время учений Talisman Sabre в Квинсленде, 22 июля 2011 год

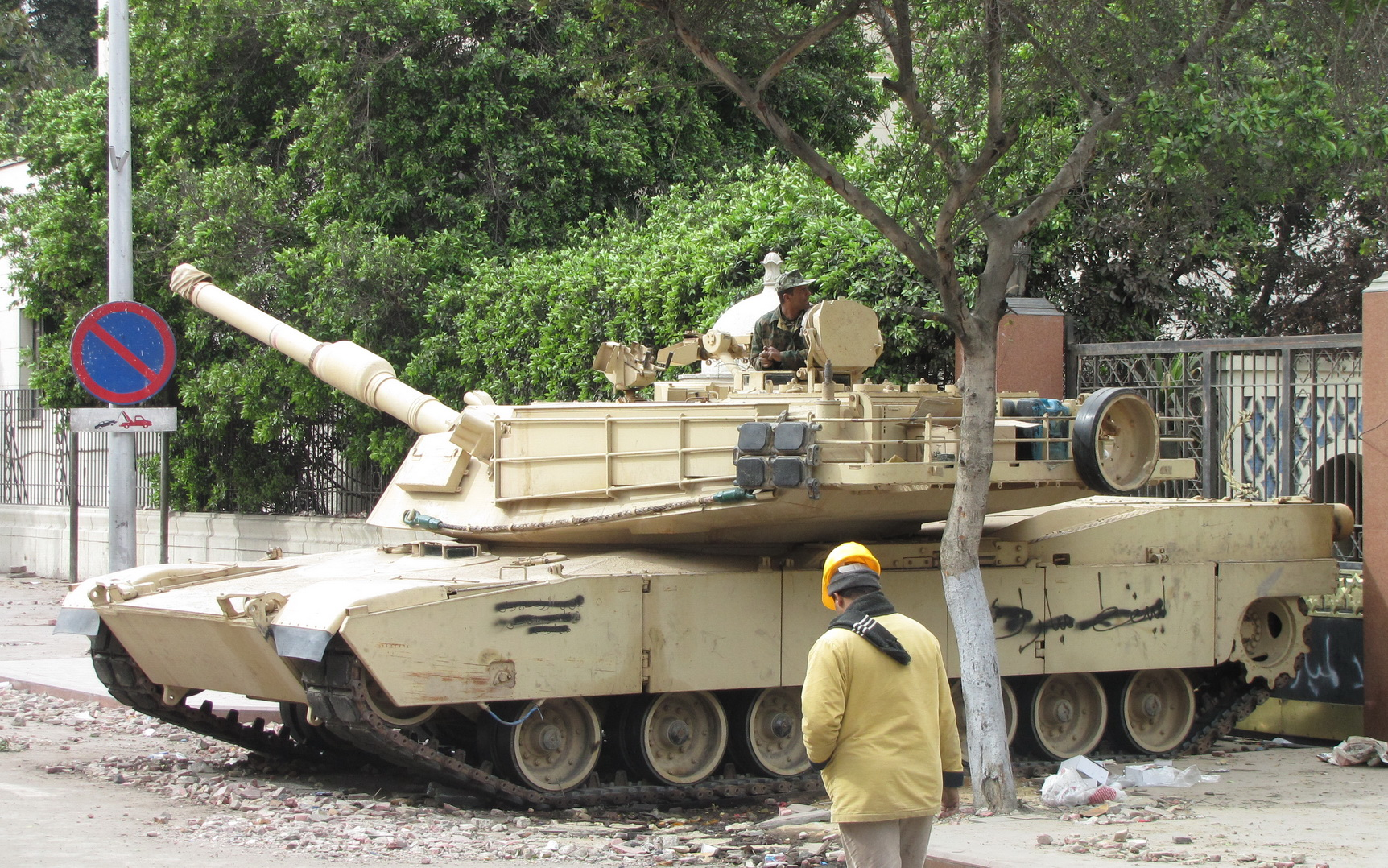
Египетский «Абрамс» близ площади «Тахрир» во время египетской революции, 2011 год

- Австралия — 59 M1A1 AIM на вооружении по состоянию на 2024 год[70]. Куплены в 2006 году для замены танков Leopard 1A3. Поставлены из состава ВС США[71]. Дополнительно австралийцы намерены закупить до 2025 года 75 танков M1A2 Abrams для замены M1A1[72].
- Египет (производятся по лицензии) — 1130 M1A1 на вооружении по состоянию на 2024 год[73].
- Ирак — около 100 M1A1 на вооружении по состоянию на 2024 год[74].
- Кувейт — 218 M1A2K на вооружении по состоянию на 2024 год[75].
- Марокко — 222 M1A1SA на вооружении по состоянию на 2024 год[76].
- Саудовская Аравия — около 575 M1A2S на вооружении по состоянию на 2024 год[77].
- США — около 540 M1A1 SA, около 1500 M1A2 SEPv2 и около 600 M1A2 SEPv3 на вооружении и более 2000 M1A1/M1A2 на хранении по состоянию на 2024 год[78].
- Польша — 14 M1A1 на вооружении по состоянию на 2024 год[79]. 17 февраля 2022 года Агентство министерства обороны США по военному сотрудничеству (Defense Security Cooperation Agency, DSCA) направило уведомление о продаже 250 танков М1А2 SEP v.3 Abrams за 6 млрд $, включая дополнительную технику и имущество, боеприпасы, а также пакеты обучения и технической поддержки. В поставку должны войти, в том числе, устройства радиоподавления фугасов AN/VLQ-12 CREW Duke, 26 БРЭМ М88А2 Hercules, 17 танковых мостоукладчиков Joint Assault Bridge, 15 запасных танковых двигателей AGT-1500.[80] 15 июля 2022 года министр обороны Мариуш Блащак заявил о достижении договоренностей о закупке в США дополнительно 116 танков Abrams[81]. По состоянию на июль 2022 года в Польшу уже поставлено 7 арендованных учебных танков. 28 танков в варианте М1А2 SEP v.2 в июле 2022 года сдано в аренду танкистам до начала основных поставок[82].
- Китайская Республика — закуплены 108 танков M1A2T[83]. Первые два таких танка были доставлены на Тайвань в сентябре 2022 года[84].
- Украина — 31 танк[85] и некоторое количество БМР M1150[86][87]. 25 января 2023 года было объявлено о планируемой поставке 31 танка M1A2 Abrams в рамках военной помощи от США[88]. 21 марта 2023 года было принято решение отправить модель М1А1 с целью ускорения поставок этих танков на Украину[89]. В начале 2024 года 31 танк «Абрамс» модификации M1A1 SA поступил на вооружение 47-й ОМБр ВСУ[90]. 17 октября 2024 года Австралия анонсировала передачу ВСУ 49 M1A1 Abrams из наличия[91].

### Планируемые поставки
- Румыния — рассматривает возможность закупки у США танков M1A2 SEPv3 Abrams. Abrams предоставлен General Dynamics, компанией, которая также производит бронеавтомобили Piranha V для румынской армии[92][93]. Румыния закупит не менее 54 танков (один батальон)[94].

## Место в ОШС
В ОШС ВС США танки Абрамс находятся на вооружении бронетанковых бригад Сухопутных войск. Общее количество бронетанковых бригад на 2019 год, согласно реформе, достигает 16 (включая Национальную гвардию) формирований.

## Боевое применение

### Война в Персидском заливе (1991)
В этой кампании танки «Абрамс» были впервые задействованы на поле боя. Группировка танков этого типа, задействованная в кампании по освобождению Кувейта от иракской оккупации, насчитывала 594 танка модели M1A1HA и 1178 танков M1A1, ещё около 30 машин относилось к старому типу M1 и в боях участвовали менее активно. То есть всего было задействовано более 1800 танков «Абрамс». Для сравнения иракская армия из современных танков имела около 1000 Т-72. Танки «Абрамс» составляли основу американских бронетанковых сил во время конфликта.
В ходе подготовки к войне осенью 1990 года как минимум в 2 танках M1A1 произошли пожары, в результате возгорания 1 танк взорвался
Намного более совершенная прицельная система, лучшая подготовка экипажей и использование боеприпасов из обеднённого урана позволяли танкам «Абрамс» поражать иракские машины на дистанции, значительно превосходящих эффективную дальность ведения огня последних (125-мм снаряды ЗБМ9 иракских Т-72, снятые с вооружения в 73 году, то есть ещё до начала производства М1А1, с производства ЗБМ9 были сняты ещё раньше). Вследствие этого, в подавляющем большинстве танковых сражений победа была за «Абрамсами».
26 февраля произошло крупное танковое сражение на 73 истинг с иракской дивизией «Тавакална», в ходе боя «Абрамсы» уничтожили 24 танка Т-72, потеряв 4 танка, из которых 1 «Абрамс» был пробит 125-мм БОПСом и остальные 125-мм кумулятивными снарядами, «дружественный огонь» не исключался, но он был лишь предположительным.
27 февраля произошла самая крупная танковая битва за Норфолк с участием «Абрамсов» и Т-72 дивизии «Медина». Совместным огнём авиации и американских танков было выведено из строя от 50 до 60 Т-72 и 9 Т-55.
27 февраля «Абрамсы» одержали победу в танковом сражении за хребет Медина (сражение за Румайлу). Один M1A1 в этом бою был безвозвратно потерян в результате пожара перекинувшегося с подбитого Т-72.
Согласно итоговому отчёту министерства обороны США перед американским Конгрессом, в ходе войны было потеряно и повреждено 18 танков. В то же время по данным армии США всего в ходе войны было подбито 23 «Абрамса», из которых 9 были полностью уничтожены. Выведение из строя «Абрамсов» (не менее 5) иракскими танками подтверждается официальными американскими документами и историками. Более того, потерю нескольких танков M1A1 от огня иракских Т-72, подтверждают американские историки, причём «Абрамсы» первых модификаций с «семьдесятдвойками» в бой не вступали, эта роль отводилась модернизированным машинам с немецкими 120-мм орудиями и английской многослойной бронёй. Для немодифицированных «Абрамсов» максимальной целью становились Т-55.
По одним американским данным из 9 полностью уничтоженных на поле боя танков M1A1, 7 машин погибли от «дружественного огня», и 2 оставшиеся были, по американским данным, уничтожены экипажами из-за невозможности эвакуации. По другим американским данным один из безвозвратно потерянных M1 (64-й бронетанковый полк, бортовой номер A-22) был уничтожен детонацией снарядов подбитого танка Т-72, когда проезжал мимо иракского танка, в ходе этого взрыва также была выведена из строя БМП «Брэдли». Большая часть временно или необратимо выведенных из строя абрамсов была подбита минами, противотанковыми ракетами или выстрелами гранатомётов с боковых и кормовых проекций. Случаи поражения абрамсов артиллерийским огнём иракских танков были единичными. В ходе инцидентов «дружественного огня» лобовая броня танков M1A1HA продемонстрировала способность выдерживать случайные попадания орудий однотипных танков.
Надёжность «Абрамсов» в ходе «Бури в пустыне» вызвала массу нареканий в плане работы ГТД. К выявившимся проблемам танков относилось и отсутствие системы «свой-чужой», недостаточная приспособленность двигателей для действий в пустыне (что объяснялось тем, что большая часть «Абрамсов», участвовавших в конфликте, была переправлена из Европы и предназначалась для применения на европейском театре военных действий), несовершенство навигационных систем.

### Иракская война (2003—2011)

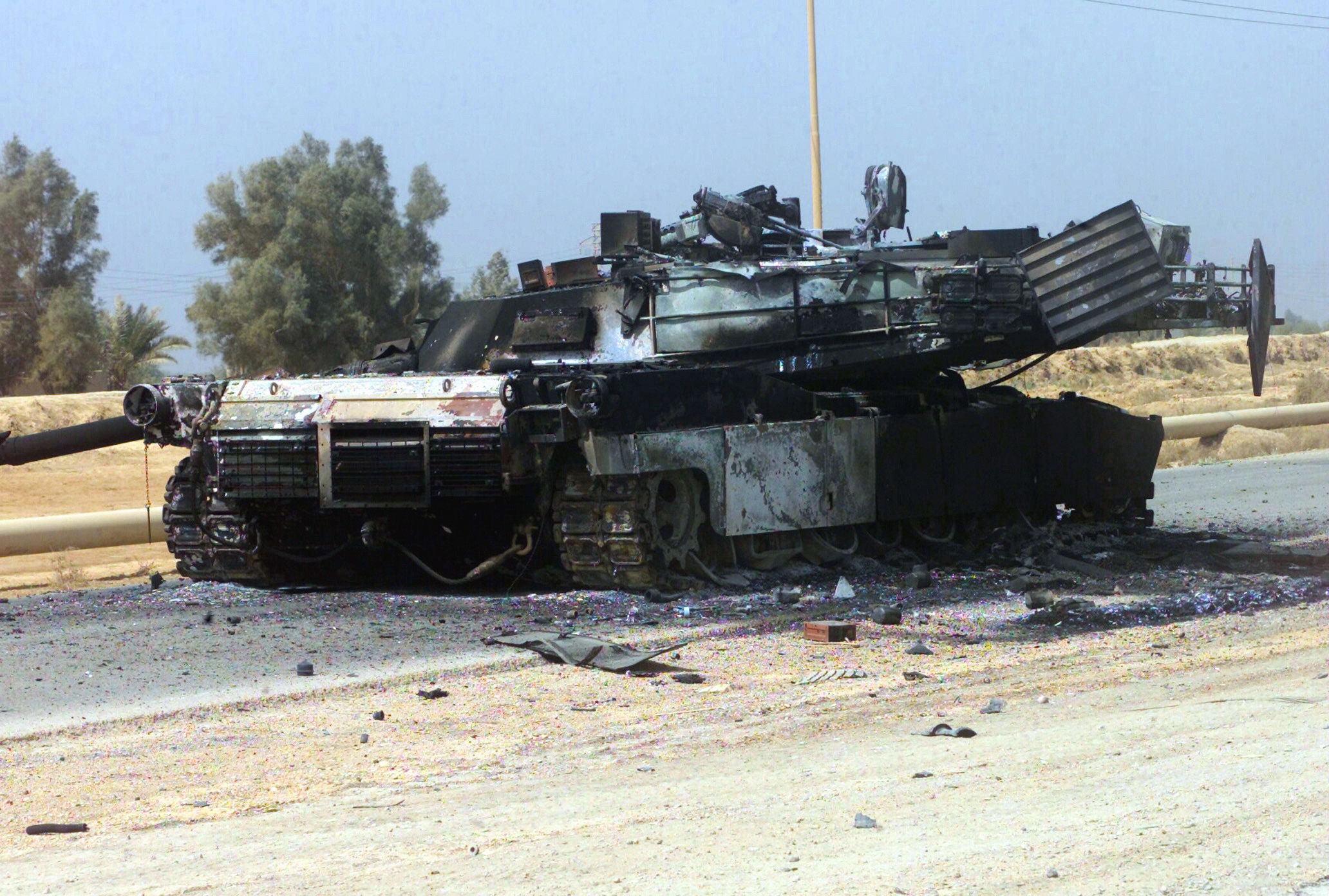
«Абрамс», уничтоженный в ходе боевых действий в Ираке в 2003 году

В ходе семилетней военной кампании в Ираке, «Абрамсы» применялись достаточно активно, но общий стиль применения бронетанковых сил значительно отличался от предшествующего конфликта. С 23 марта «Абрамсы» 3-й механизированной дивизии участвовали в тяжёлом бою за Насирию, где совместными усилиями с другими войсками, смогли сломить сопротивление нескольких взводов иракской пехоты. 24 марта в реке Евфрат утонул вместе со всем экипажем один из танков 1-го танкового батальона КМП США, после того как попал под обстрел иракских автоматчиков — механик-водитель стал уводить танк из под обстрела и слетел с моста в реку. Ещё два танка «Абрамс», попавшие в засаду возле восточного берега реки, получили попадания в двигатели из неизвестного оружия; экипажи успели покинуть танки до того, как у них взорвался боекомплект и они полностью сгорели. Имели место встречи «Абрамсов» с иракскими танками; например, 3 апреля произошёл бой в районе Махмудии возле Багдада, в ходе которого были уничтожены семь иракских Т-72, при этом американская сторона потерь не понесла. В этот же день, также недалеко от Багдада, было потеряно два «Абрамса» по неизвестным причинам. 4 апреля «Абрамсы» вместе с «Брэдли» совершили рейд в Багдад, в ходе которого было подбито 30 Т-72 и убито 1000 солдат Республиканской гвардии. 5 апреля возле Багдада было подбито ещё два «Абрамса». 6 апреля на территории Ирака было подбито также не менее двух «Абрамсов», один из сожжённых из РПГ-7 танков, был захвачен иракцами. В ходе сражения за Кербалу три «Абрамса» были подбиты из РПГ-7 и захвачены иракцами, один из танков показали по иракскому телевидению. В дальнейшем, после уничтожения иракских танков, «Абрамсы» в основном привлекались для борьбы против нерегулярных сил повстанцев и партизанских формирований как средство огневой поддержки и прикрытия. В течение первого месяца боевых действий с начала войны, 151 танк «Абрамс» получил попадания, в основном из РПГ, 2 танка были уничтожены. До семи танков было захвачено иракцами, причём три из них были в боеспособном состоянии.
Согласно приведённым генерал-майором Т. Такером данным, на февраль 2005 года 70 % танкового парка из 1135 «Абрамсов», развёрнутых в Ираке хотя бы единожды были обстреляны и получили те или иные повреждения (от незначительных до катастрофических). Из них 80 машин не подлежали восстановлению силами ремонтно-восстановительных подразделений, развёрнутых на театре военных действий и были эвакуированы в США для капитального ремонта, включая 17, оценённых как не подлежащих восстановлению.
Как указывали американские исследователи большинство танков было уничтожено из РПГ-7.
К концу 2006 года на ремонт назад в США были отправлены более 530 американских танков «Абрамс».
Известен случай когда «Абрамс» получил от 14 до 18 попаданий из РПГ в одном бою, но продолжил участвовать в боевых действиях.

### Война в Афганистане (2001—2021)

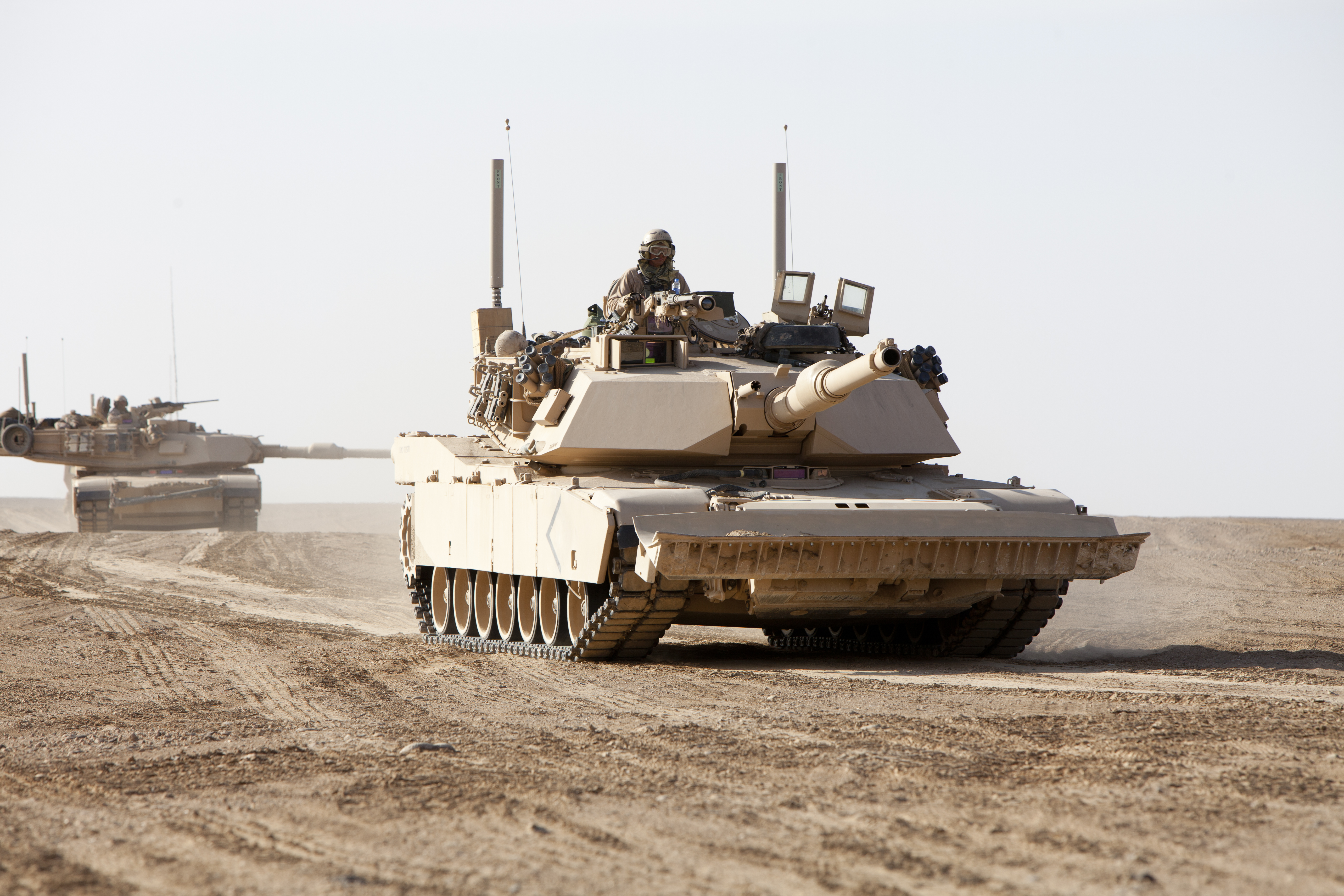
M1A1 Abrams 1-го танкового батальона КМП США в провинции Гильменд, Афганистан. 1 февраля 2011 года

В 2011 году в Афганистане была развёрнута танковая рота (14 машин) 1-го танкового батальона морской пехоты США. Применение танков носило эпизодический характер, так как рельеф местности и особенности ведения войны не соответствовали требованиям к эффективному развёртыванию бронетехники. В течение года были зафиксированы 19 случаев применения самодельных взрывных устройств противником; 2 танка были выведены из строя, но позднее были отремонтированы; командир одного из танков получил осколочное ранение руки, когда вёл наблюдение через открытый люк.
Танки использовались, в частности, для обнаружения и опознавания при помощи своей оптики вражеских комбатантов. Сообщалось, что только за один 10-дневный период благодаря наводке танков американские снайперы уничтожили около 50 боевиков.

### Наступление ИГИЛ на севере Ирака (июнь 2014)
Иракской армии с 2008 года было передано 140 танков M1A1. Из за боевых повреждений и технических неполадок к концу 2014 года в строю осталось лишь 40 машин. По состоянию на конец 2016 года только с помощью ПТУР было уничтожено 47 «Абрамсов».
Вдобавок иракские «Абрамсы» имеют периодические столкновения с курдскими сепаратистами. 20 октября 2017 года курды возле города Альтун Купри с помощью ПТУР Milan уничтожили иракский танк M1A1. Позже курды подбили ещё один M1A1. Американцы в ответ на использование Ираком танков против курдов вывели из страны свою ремонтную роту, которая обслуживала эти танки. Ирак выразил протест покиданию американцев страны, заявив что во время битвы за Мосул 60 «Абрамсов» было выведено из строя и их теперь некому ремонтировать.
К середине 2018 года за 4 года боевых действий по данным Sputnik news потери иракских M1A1 по боевым причинам составили до 80 выведенных из строя танков, как указывалось выше большинство потерь было в Мосуле, где по официальным данным Ирака было подбито 60 «Абрамсов». По меньшей мере 9 «Абрамсов» попали в руки к проиранским вооружённым формированиям.
В июне 2018 года иракцы стали заменять «Абрамсы» танками Т-90. Элитная 34-я бронетанковая бригада вооружённая танками M1A1 была полностью перевооружена Т-90SI.
20 декабря 2018 года иракский «Абрамс» получил в борт попадание ракеты TOW боевиков. Противокумулятивная решётка отразила удар и танк остался боеспособным.

### Вторжение в Йемен (2015)
Саудовская Аравия передала несколько десятков M1A2 Abrams йеменским отрядам, воюющим против хуситов. О подробностях использования «Абрамсов» йеменцами ничего неизвестно.
Всего в боевых действиях, по официальным данным к концу 2015 года было уничтожено 14 танков M1A2S «Abrams». Из них минимум 4 танка было уничтожено из-за огня ОТРК «Луна», 4 подорвались на фугасах, 3 танка «Abrams» были потеряны из-за попадания ПТУР. Остальные были оставлены экипажем при отступлении.
По состоянию на август 2016 было безвозвратно потеряно предположительно 20 саудовских M1A2S Abrams, сколько всего было выведено из строя не называлось.
Потери за 2017 год остаются неизвестными.
Обычно бронетехнику уничтожают в засадах, расстреливая её при помощи противотанковых ракетных комплексов («Малютка», «Конкурс», «Фагот»); вся или почти вся захваченная бронетехника уничтожаются, поджиганием (отчасти из-за того, что в неё вмонтированы радиомаячки, подающие сигнал о местонахождении машины, это приводит к авиаударам саудовской авиации).

### Российско-украинская война (с 2022)

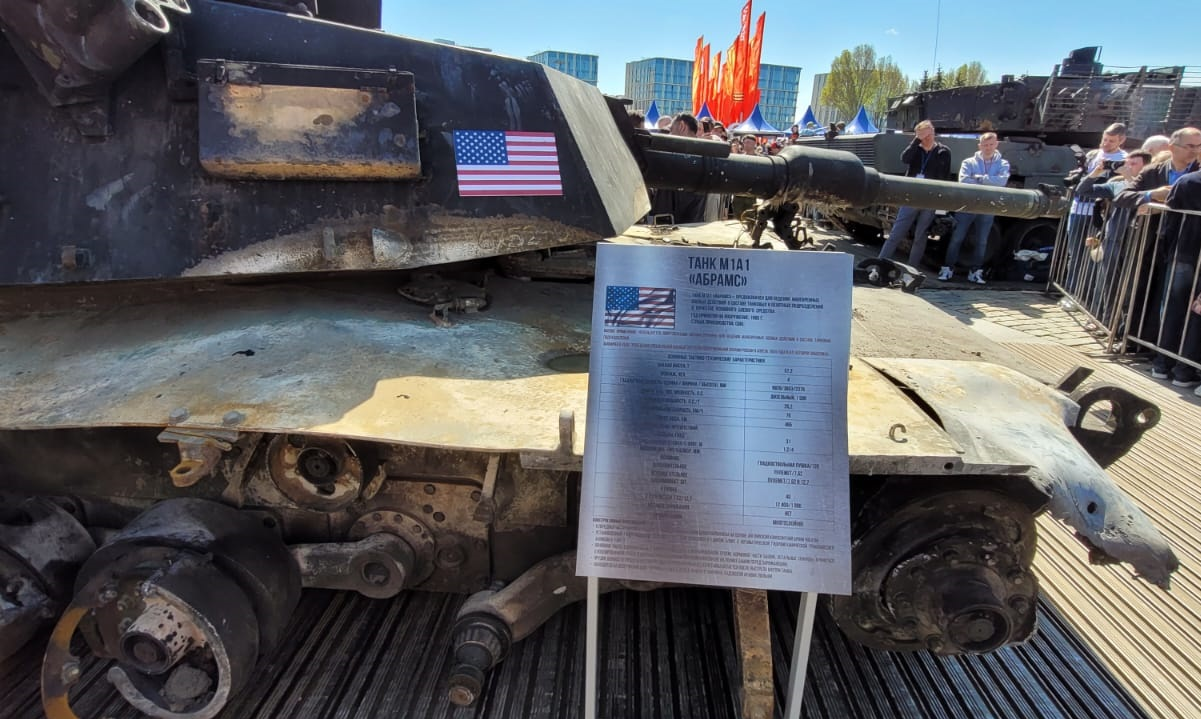
Подбитый Abrams на Поклонной горе (Москва, 1 мая 2024 года)

В рамках военной помощи США передала Украине 31 танк «Abrams», которые прибыли на территорию Украины в октябре 2023 года.
26 февраля 2024 года поступили сообщения о первом уничтоженном «Abrams» Вооружённых сил Украины. Сообщалось, что российские войска поразили танк M1A1 SA «Абрамс» 47-й отдельной механизированной бригады в районе Бердычей с помощью FPV-дрона. Попадание дрона в крышу танка вызвало в нём внутреннее возгорание, вероятно, уничтожившее танк.
3 и 10 марта бригада потеряла ещё 2 танка «Абрамс» уничтоженными, которые были повреждены при помощи противотанковых ракет с лазерным наведением (вероятнее всего, ПТРК Корнет) и позже добиты FPV-дронами, а 5 марта — ещё один «Абрамс» повреждённым и оставленным в том же районе, но при этом наступающие российские войска не смогли занять село и потеряли намного больше техники.
Потери танков 47-й бригады в начале 2024 года эксперты связывали с нехваткой снарядов у артиллерии ВСУ, возникшей вследствие того, что члены республиканской партии США блокировали принятие военной помощи Украине. В условиях отсутствия артиллерийской поддержки танки и БМП 47-й бригады были вынуждены действовать более рискованно и уничтожать штурмовые отряды в ближнем бою.
По сообщению заместителя председателя Объединённого комитета начальников штабов адмирала Кристофера Грейди от 26 апреля 2024 года, танки «Абрамс» выведены с линии фронта из-за угрозы со стороны российских БПЛА. По состоянию на конец апреля 2024 года было потеряно 5 из 31 поставленных Украине танков, по меньшей мере 3 танка получили повреждения.
1 мая 2024 года на выставке, приуроченной к празднованию Дня Победы, среди военной техники, захваченной ВС РФ в ходе вторжения России на Украину, был представлен танк M1A1 Abrams.
Из 31 танка Abrams, поставленного ВСУ в 2023 году, 19 были захвачены, уничтожены или выведены из эксплуатации, сообщило The New York Times со ссылкой на чиновников Украины.
В марте 2025 года поврежденный танк Abrams был брошен 47-й механизированной бригадой при отступлении из Курской области и стал трофеем российских войск.

## Происшествия
1980-е
В первоначальный период использования танков M1 «Абрамс» в 1980-х годах произошло 249 случаев возгорания этих танков, из которых подавляющее большинство — 227 случаев произошло во второй половине 80-х годов, в 1985 — 27, в 1986 — 32, в 1987 — 39, в 1988 — 60 и в 1989 — 59. Цена восстановления ремонтопригодных машин оказалось очень высокой.
После войны в Персидском заливе
После окончания боевых действий в Кувейте и Ираке, в инцидентах сгорело и взорвалось по меньшей мере 5 танков «Абрамс», ещё несколько танков вышли из строя временно:
- 4 и 13 апреля 1991 года сгорело два танка «Абрамс», ещё один получил повреждения, в частности в первом случае, 4 апреля, экипаж использовал 13 огнетушителей пытаясь безрезультатно потушить танк, прежде чем начали детонировать снаряды[153];
- В июле 1991 года произошёл крупный пожар на американской базе Кэмп-Доха, в результате которого у трёх стоявших «Абрамсов» сдетонировал боекомплект и ещё один получил повреждения. В танках и грузовиках сгорело 680 единиц 120-мм урановых бронебойно-подкалиберных снарядов[154].

## Оценка
| Серия                                | Т-90 «Владимир»    | Т-84       | M1 Abrams         | Leopard 2    | Leclerc            | Challenger 2     | C1 Ariete | PT-91 Twardy    |
| ------------------------------------ | ------------------ | ---------- | ----------------- | ------------ | ------------------ | ---------------- | --------- | --------------- |
| Внешний вид                          |                    |            |                   |              |                    |                  |           |                 |
| Год принятия на вооружение           | 1992               | 2000       | 1980              | 1979         | 1992               | 1998             | 1995      | 1995            |
| Современная модификация              | Т-90М «Прорыв»     | БМ «Оплот» | M1A2 Abrams SEPv3 | Leopard 2А7V | Leclerc SXXI       | Challenger 2 TES | C1 Ariete | PT-91M Pendekar |
| Год принятия современной модификации | 2020               | 2009       | 2020              | 2014         | 2009               | 1998             | 1995      | 2010            |
| Боевая масса, т                      | 48                 | 51,0       | 66,8              | 67,5         | 57,4               | 75               | 54,0      | 45,5            |
| Экипаж                               | 3                  | 3          | 4                 | 4            | 3                  | 4                | 4         | 3               |
| Калибр пушки, мм                     | 125                | 125        | 120               | 120          | 120                | 120              | 120       | 125             |
| Панорамный прицел                    | Калина             | ПНК-6      | есть              | PERI-R-12    | SFIM VS-580        | SFIM VS-580      | ATTILA    | Sagem VIGY 15   |
| Управляемое вооружение               | Рефлекс-М, Инвар-М | Комбат     | нет               | нет          | нет                | нет              | нет       | нет             |
| Боекомплект, выстрелов               | 40                 | 46         | 42                | 42           | 40                 | 52               | 42        | 40              |
| Скорострельность, выстр/мин          | 8                  | 8          | 8                 | н/д          | 12                 | н/д              | н/д       | 7               |
| Автомат заряжания                    | карусель           | карусель   | нет               | нет          | ленточный конвейер | нет              | нет       | карусель        |
| Динамическая защита                  | Реликт             | Дуплет     | TUSK ARAT         | есть         | нет                | ROMOR            | PSO/WAR   | ERAWA           |
| Активная защита                      | Арена              | Заслон     | Трофи             | MUSS         | н/д                | н/д              | н/д       | нет             |
| КОЭП                                 | Афганит            | Варта      | AN/VLQ-6 MCD      | MUSS         | н/д                | н/д              | н/д       | OBRA-3          |
| Мощность двигателя, л. с.            | 1130               | 1200       | 1500              | 1500         | 1500               | 1200             | 1300      | 1000            |
| Удельная мощность, л. с./т           | 23,5               | 23,5       | 20,3              | 22,2         | 27,5               | 19,2             | 24,1      | 22,0            |
| Максимальная скорость, км/ч          | 70                 | 70         | 67                | 72           | 72                 | 59               | 65        | 65              |
| Скорость заднего хода, км/ч          | 15                 | 30         | 40                | 31           | 38                 | 35               | 20        | 5               |
| Запас хода по шоссе, км              | 550                | 500        | 425               | 450          | 550                | 400              | 600       | 480             |
| Всего выпущено шт.                   | ~4000              | ~70        | ~10400            | ~3600        | ~860               | ~450             | ~200      | ~280            |
| Стоимость ~                          | $2,9 млн           | $6,65 млн  | $8 млн            | $15 млн      | $16 млн            | $5,5 млн         | $8 млн    | $9 млн          |

| Серия                                | Merkava                 | Arjun     | Al-Khalid   | Karrar         | Songun-ho        | K2 Black Panther   | Type 99  | Type 10                     |
| ------------------------------------ | ----------------------- | --------- | ----------- | -------------- | ---------------- | ------------------ | -------- | --------------------------- |
| Внешний вид                          |                         |           |             |                |                  |                    |          |                             |
| Год принятия на вооружение           | 1979                    | 2004      | 2001        | 2020           | 2010             | 2014               | 2001     | 2012                        |
| Современная модификация              | Merkava Mark IV «Barak» | Arjun MK1 | Al-Khalid I | Karrar         | Songun-ho II     | K2 Black Panther   | 99А2     | Type 10                     |
| Год принятия современной модификации | 2023                    | 2011      | 2020        | 2020           | 2015             | 2014               | 2011     | 2012                        |
| Боевая масса, т                      | 70,0                    | 58,5      | 48,0        | 51,0           | 44               | 55,0               | 58,0     | 44,0                        |
| Экипаж                               | 4                       | 4         | 3           | 3              | 4                | 3                  | 3        | 3                           |
| Калибр пушки, мм                     | 120                     | 120       | 125         | 125            | 125              | 120                | 125      | 120                         |
| Панорамный прицел                    | есть                    | есть      | есть        | есть           | н/д              | есть               | есть     | есть                        |
| Управляемое вооружение               | LAHAT                   | LAHAT     | нет         | есть           | Bulsae-3, Игла-1 | KSTAM              | Рефлекс  | нет                         |
| Боекомплект, выстрелов               | 48                      | 39        | 39          | н/д            | н/д              | 40                 | 41       | н/д                         |
| Скорострельность, выстр/мин          | н/д                     | 6—8       | 8           | н/д            | н/д              | 15                 | 7        | н/д                         |
| Автомат заряжания                    | нет                     | нет       | карусель    | карусель       | нет              | ленточный конвейер | карусель | ленточный конвейер          |
| Динамическая защита                  | есть                    | нет       | есть        | встроенная ERA | есть             | есть               | есть     | нет                         |
| Активная защита                      | Трофи                   | нет       | Варта       | н/д            | нет              | есть               | JD-3     | н/д                         |
| Мощность двигателя, л. с.            | 1500                    | 1400      | 1200        | 1000           | 1200             | 1500               | 1500     | 1200                        |
| Удельная мощность, л. с./т           | 21,5                    | 23,9      | 25,0        | 19,6           | 27,3             | 27,3               | 25,9     | 27,3                        |
| Максимальная скорость, км/ч          | 64                      | 70        | 70          | 70             | 70               | 70                 | 76       | 70                          |
| Скорость заднего хода, км/ч          | 25                      | 15        | 30          | 30             | 5                | 40                 | 33       | 70(реверсивная трансмиссия) |
| Запас хода по шоссе, км              | 500                     | 450       | 500         | 500            | 450              | 450                | 450      | 500                         |
| Всего выпущено шт.                   | ~2000                   | ~200      | ~900        | ~800           | ~700             | ~400               | ~1200    | ~117                        |
| Стоимость ~                          | $6 млн                  | $9,2 млн  | $9 млн      | $9 млн         | $2 млн           | $9 млн             | $2,5 млн | $12 млн                     |

Дейв Маджумдар в публикации в National Interest, сравнивая Т-90 с Абрамс, говорит, что конструкция Абрамса лучше, чем у Т-90. Среди преимуществ названы: современная СУО, постоянное совершенствование брони, уровень пробивного действия выстрелов M829.
National Interest, сравнивая Т-90 и Абрамс, обращает внимание на недостаток Т-90: боекомплект хранится в непосредственной близости от экипажа, а не за вышибными панелями как в танке Абрамс. Это позволяет пережить экипажу Абрамс попадание в него с большей долей вероятности, чем экипажу Т-90.
Достоинства
- Высокая скорострельность — при использовании боеукладки первой очереди, которая также зависит от физической подготовки заряжающего. Скорострельность составляет до 10—12 выстрелов в минуту[173]. Норматив заряжания орудия составляет 7 или 8 секунд при использовании выстрела М830А1 при необходимости смены установки взрывателя[174]. На практике скорость заряжания не отстаёт от танков с автоматом заряжания[175].
- Мощное бронирование лобовой проекции машины, в том числе нижней лобовой детали[176][177].
- Наличие навигационной системы (БИУС) Blue Force Tracker или системы опознавания своих войск. Танк имеет систему отслеживания своих сил, и его экипаж видит на движущейся карте местоположение других танков своего подразделения или части[177][178].
- Боекомплект хранится в защищённом башенном отсеке[175]. Это повышает живучесть машины и экипажа.[источник не указан 474 дня]
- Мощный двигатель. Газовая турбина обеспечивает высокий крутящий момент, быстрый старт, стремительный разгон.
- Современная электроника, отличные средства наблюдения[176].
- Постоянно совершенствуемые боеприпасы, бронирование, различного рода датчики[179].

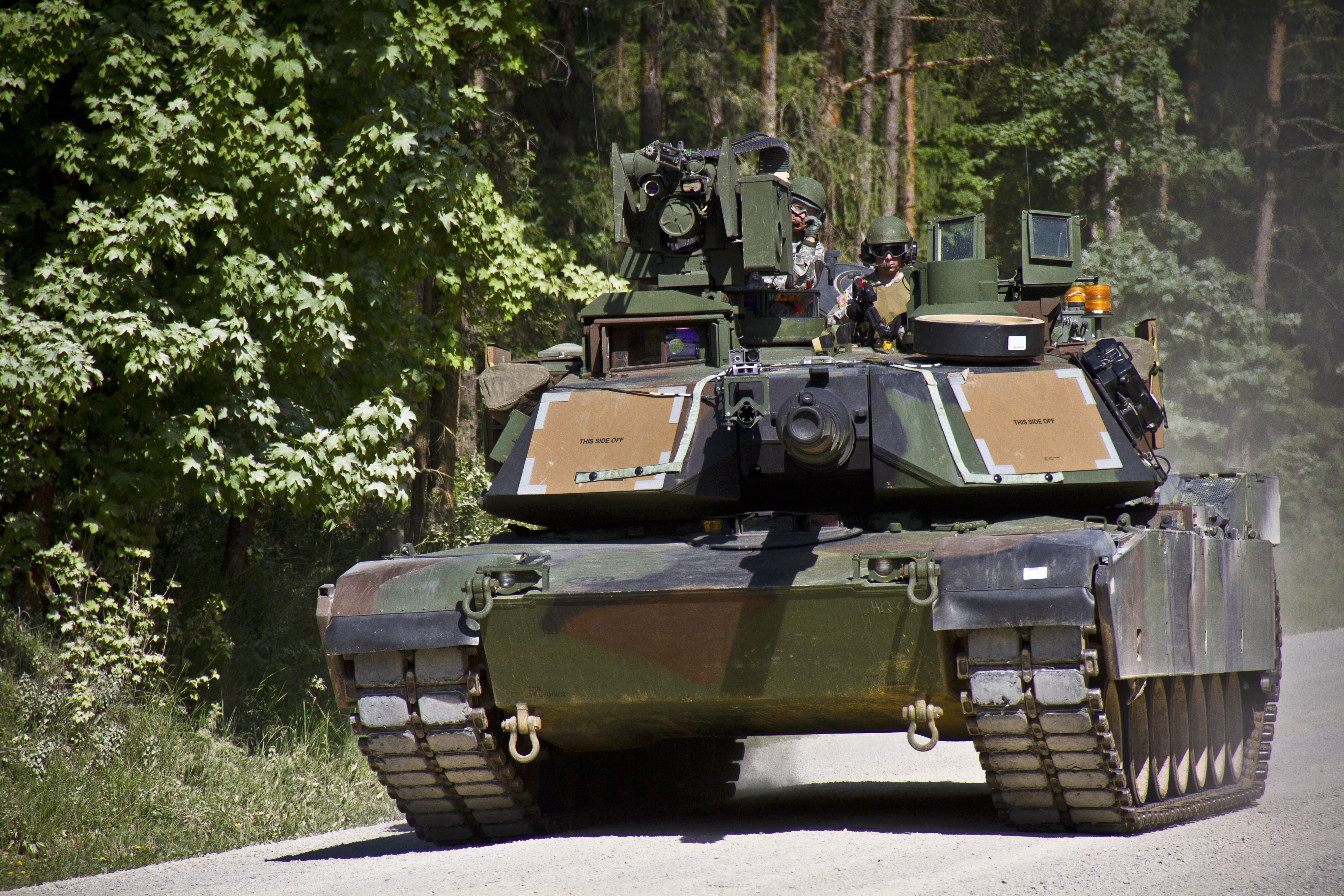
M1A2 SEP V2 Abrams 1-й кавалерийской дивизии с дистанционно управляемым модулем CROWS II на учениях.  Бавария. 25 мая 2014 года
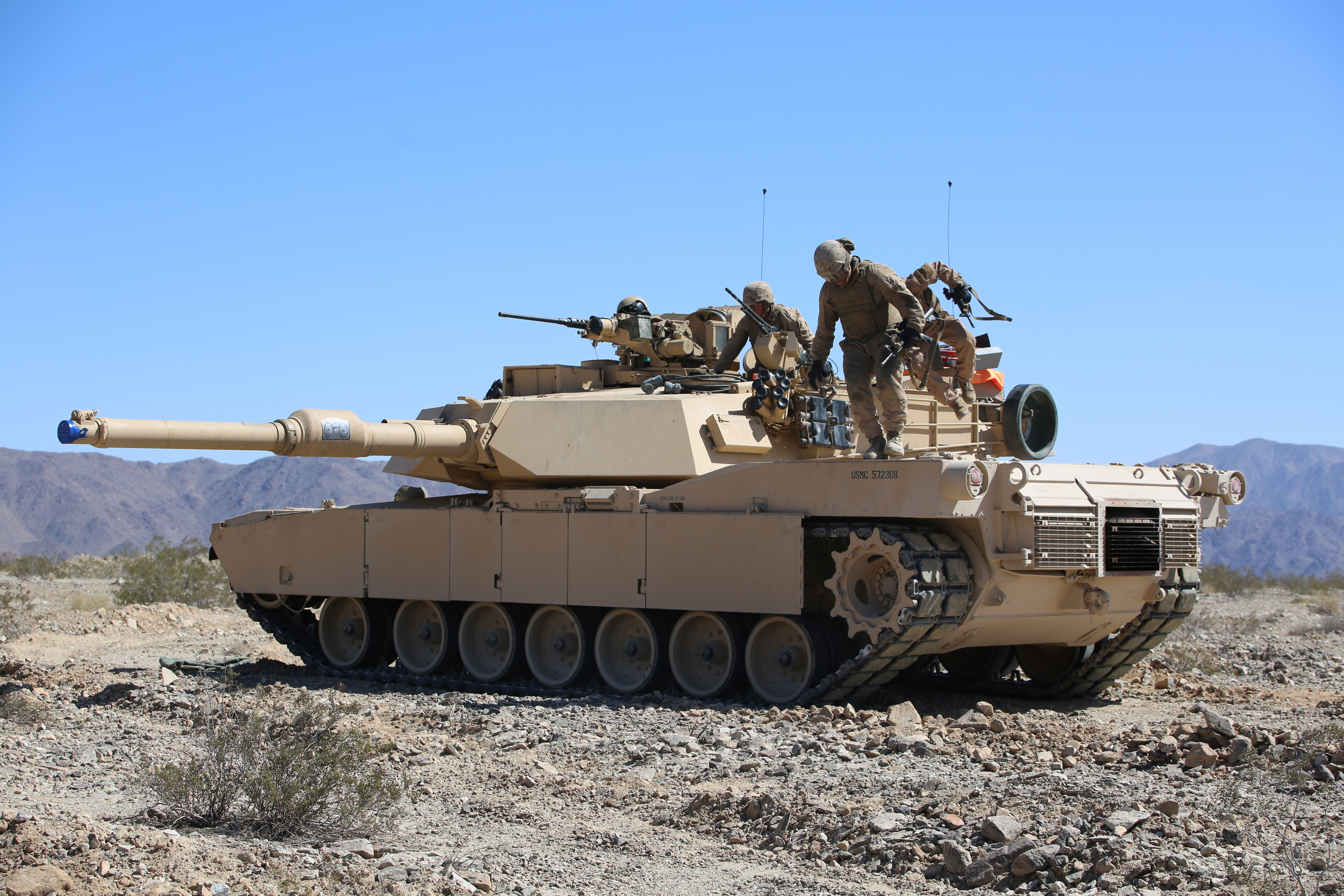
M1A1 Abrams в учебном центре КМП «29 Пальм», Калифорния. 7 марта 2015 года

### Комментарии
1. ↑  По зенитной пулемётной установке